# アリゾナ州

アリゾナ州
State of Arizona

州の愛称: グランドキャニオンの州
The Grand Canyon State

アリゾナ州（アリゾナしゅう、英: State of Arizona [ɛərᵻˈzoʊnə, ærᵻ-] ( 音声ファイル)、ナバホ語: hoozdo hahoodzo [xòːztò xɑ̀xòːtsò]）は、アメリカ合衆国の南西部にある州。地域区分としてはロッキー山脈西部およびアメリカ合衆国西部にも含められる。世界遺産のグランド・キャニオンを擁することで知られる。元来銅と綿花の生産が盛んで、1980年代に南部サンベルトの一角として発展したが、1990年代に入るまで、ハイテク産業の発展に追いつけなかった。今日ではハイテク産業の一大拠点となっており、カリフォルニア州からの企業流入が著しい。
州都および最大都市はフェニックス市である。第2の都市はツーソンであり、その後に続くのはフェニックス都市圏に入っている8都市、すなわちメサ、チャンドラー、ギルバート、グレンデール、スコッツデール、ピオリア、テンピ、サプライズ、さらにユマ郡のユマである。
アメリカ合衆国の州になったのは1912年2月14日で、48番目の州であり、合衆国本土では最後の州だった。非常に暑い夏と温暖な冬の砂漠気候が特徴であるが、北部の松林や山岳部では低地の砂漠よりもかなり涼しい気候になる。
アリゾナ州はいわゆるフォー・コーナーズと呼ばれる4州の1つである。ニューメキシコ州、ユタ州、ネバダ州およびカリフォルニア州と境を接しており、コロラド州とは州北東部のフォーコーナーズの1点で接している。メキシコのソノラ州とバハ・カリフォルニア州とも国境で接しており、その総延長は389マイル (626 km) になる。人口規模はアメリカ合衆国の内陸州としては最大である。州内にはグランド・キャニオン国立公園がある他、多くの国立の森、公園、保護地域がある。領域の4分の1以上は連邦信託地となっており、ナバホ族、ホピ族、トホノ・オーダム族とアパッチ族、さらにはヤヴァパイ族、クチャン族、フアラパイ族、ユマン部族といった、様々な先住民族が暮らす土地になっている。
| 家庭で話される言語（アリゾナ州） 2010 | 家庭で話される言語（アリゾナ州） 2010 | 家庭で話される言語（アリゾナ州） 2010 | 家庭で話される言語（アリゾナ州） 2010 | 家庭で話される言語（アリゾナ州） 2010 |
| ------------------------------------- | ------------------------------------- | ------------------------------------- | ------------------------------------- | ------------------------------------- |
|                                       |                                       |                                       |                                       |                                       |
| 英語                                  | 英語                                  |                                       | 72.90%                                | 72.90%                                |
| スペイン語                            | スペイン語                            |                                       | 20.80%                                | 20.80%                                |
| ナバホ語                              | ナバホ語                              |                                       | 1.48%                                 | 1.48%                                 |

| 人種構成（アリゾナ州） 2010 | 人種構成（アリゾナ州） 2010 | 人種構成（アリゾナ州） 2010 | 人種構成（アリゾナ州） 2010 | 人種構成（アリゾナ州） 2010 |
| --------------------------- | --------------------------- | --------------------------- | --------------------------- | --------------------------- |
|                             |                             |                             |                             |                             |
| 白人                        | 白人                        |                             | 57.8%                       | 57.8%                       |
| ヒスパニック                | ヒスパニック                |                             | 29.6%                       | 29.6%                       |
| インディアン                | インディアン                |                             | 4.6%                        | 4.6%                        |
| 黒人                        | 黒人                        |                             | 4.1%                        | 4.1%                        |
| アジア系                    | アジア系                    |                             | 2.8%                        | 2.8%                        |
| 混血                        | 混血                        |                             | 3.4%                        | 3.4%                        |

## 州名の由来
州名の由来は諸説あり、有力なものとしては、アメリカ・インディアンのパパゴ族のalĭ ṣonak [ˡaɺi ˡʂonak]（小さな泉の意）とする説、スペイン語の"árida zona"（乾燥地帯の意）とする説、バスク語でaritz ona（良いオークの意）。アステカの"arizuma"（銀の支柱の意）とする説がある。スペイン統治時代は「Arizonac」と呼ばれたが、これはメキシコのソノラ州プランチャス・デ・プラタ銀鉱山キャンプ近くの地域のみを指すものだった。このことはその地域が現在でもオーダム語でalĭ ṣonakと呼ばれていることから裏付けられる。

## 歴史
主要記事：アリゾナ州の歴史
1539年から1542年にかけてヌエバ・エスパーニャ副王領（現在のメキシコ）からスペイン人の探検が行われた。1539年、フランシスコ会宣教師マルコス・デ・ニサがこの地域を探検し、当時のインディアン、おそらくはソバイプリ族の人々と出会った。1540年から1542年に掛けては、フランシスコ・バスケス・デ・コロナドの遠征隊がシボラを探している間にこの地域に入った。1692年にはキノ神父が訪れ、1700年に聖ザビエル伝道教会を設立しインディアンに宣教活動を行った。18世紀初期までに一連の伝道所が設置され、ピメリア・アルタ（現在はアリゾナ州南部とソノラ州北部）でインディアンの多くをキリスト教に改宗させた。またスペインは1752年にトゥバク、1775年にツーソンに要塞化した町（プレシディオ）を建設した。
1821年メキシコがスペインから独立すると現在のアリゾナ地域は「ヌエバ・カリフォルニア」または「アルタ・カリフォルニア」と呼ばれるメキシコの北西辺境となった。アメリカ合衆国は1848年の米墨戦争でメキシコシティを占領し、後にアリゾナ州となった地域を含めメキシコ北部領域の大半について領有権を主張した。1848年のグアダルーペ・イダルゴ条約により、その領有と引き換えにメキシコ共和国に1,500万ドルが支払われた。1853年の「ガズデン購入」でアメリカ合衆国はヒラ川下流域を領有した。アリゾナは当初、ニューメキシコ準州の一部として管理されていたが、1861年3月16日にニューメキシコ準州の南部が分離してアメリカ連合国の準州となった。1862年2月14日にはアメリカ連合国大統領ジェファーソン・デイヴィスの声明により、アリゾナ準州の成立が認められた。これが公式に「アリゾナ」という名前の使われた最初の機会だった。1863年2月24日にワシントンD.C.で新しいアリゾナ準州の成立が宣言され、このときの領域はニューメキシコ準州の西側半分であり、これが現在のアリゾナ州領域の基本になった。
当初様々な名称が検討され、「ガゾニア」「ピメリア」「モンテスマ」「アリズマ」が俎上に登ったが、エイブラハム・リンカーン大統領が最終法案に署名したときに「アリゾナ」と記されており、それが今日まで続く名前となった。「モンテスマ」はアステカ文明の皇帝ではないもののヒラ・バレーにいたピマ族にとって英雄である者の神聖な名前であり、おそらく「アリゾナ」に落ち着く前にその感情的な価値について真剣に検討され、最後はその案が落とされたと考えられている。
ブリガム・ヤングが19世紀半ばから後半に掛けてモルモン教徒をアリゾナに送り込んだ。彼らはメサ、スノーフレーク、ヒーバー、サフォードの町を設立した。またフェニックス・バレー（あるいは「太陽の谷」）、テンピ、プレスコットの地域にも入植した。モルモン教徒はアリゾナ州北部とニューメキシコ州北部となった所に入ったが、これらの地域は元ニューメキシコ準州の一部だった。

世界恐慌時代に移住してきた労働者の子供達、1937年ピナル郡で撮影

1910年から1920年のメキシコ革命時代、現在のアメリカ＝メキシコ国境を越えたメキシコの町で幾つかの戦闘が起こった。アリゾナの住人はメキシコで戦っている幾つかの軍隊の一つに入隊した。1916年にニューメキシコ州のパンチョビラで起こったコロンバス襲撃を除けば、1918年のアンボス・ノガレスの戦いが唯一アメリカ合衆国の国土で起こったアメリカ軍とメキシコ軍の間の重要な戦いだった。この戦闘はアメリカ軍の勝利に終わった。アメリカ兵がメキシコ連邦の部隊に銃撃された後、アメリカ軍守備隊がノガレスに襲撃を掛けた。両軍とも大きな損失を蒙った後にメキシコ軍が降伏した。その数か月前、インディアンとの戦闘も起こった。これは1775年から1918年まで続いたインディアン戦争の最後の戦闘となった。この戦闘に参加したのは国境に駐屯するアメリカ軍とヤクイ族インディアンだった。ヤクイ族インディアンはメキシコに対する戦争の一部として、近くのメキシコ集落を襲撃するための拠点にアリゾナの地を使っていた。
アリゾナ州は1912年2月14日にアメリカ合衆国の州として昇格した。このことで大陸アメリカの領土拡大活動が終わった。アリゾナ州は合衆国48番目の州であり、大陸アメリカの中では最後の州になった。

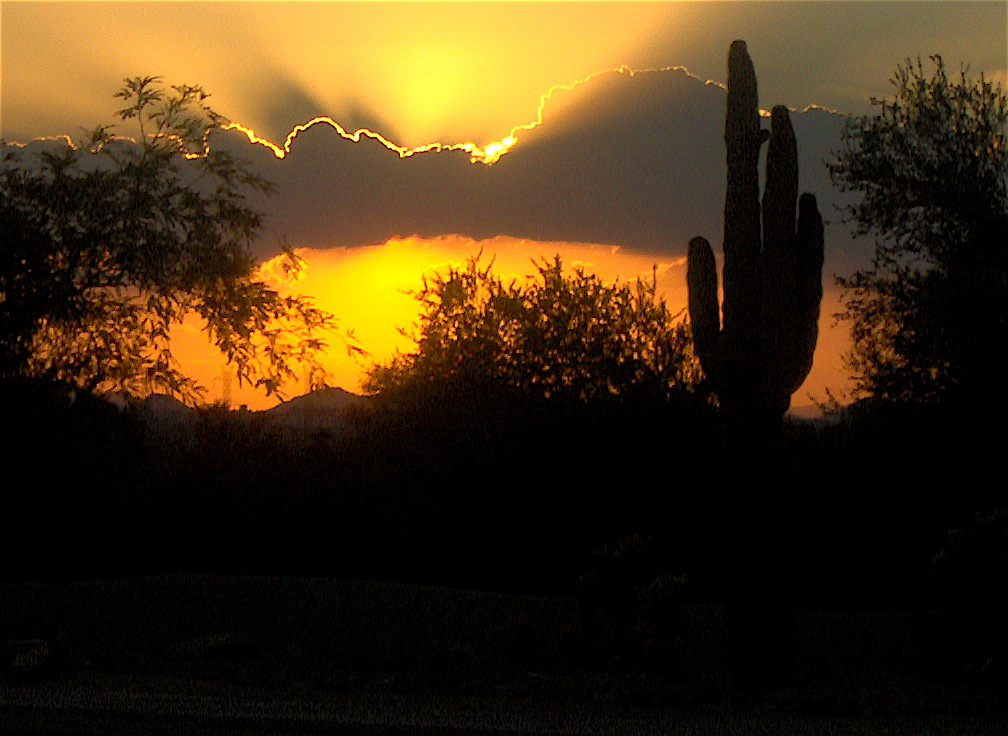
スコッツデール近く、アリゾナ砂漠の夕陽。気候と景観がアリゾナ観光産業の二枚看板である

アリゾナ州全体の二大産業だった綿花栽培と銅鉱山は世界恐慌の時に大きな苦境を味わったが、観光産業が今日あるような重要な産業になり始めたのも1920年代と1930年代だった。ウィッケンバーグのK・L・バーやレムダ、ツーソンのフライングVとタンクヴェルデのような牧場では、「西部開拓時代」の雰囲気や生活を観光客に体験させる機会を提供した。この期間に大規模なホテルやリゾートが開業し、そのうちの幾つかは今日でも観光客を惹き付ける施設のトップランクに入っている。例えばフェニックス中央部のアリゾナ・ビルトモア・ホテル（1929年開業）やフェニックス西部のウィグワム・リゾート（1936年開業）である。
第二次世界大戦時、アリゾナ州にはドイツ人とイタリア人の捕虜キャンプと日系アメリカ人の強制収容所があった。これらは戦後に廃止された。フェニックス地域にあった跡地は戦後にメイタグ家が買収し、現在はフェニックス動物園になっている。日系アメリカ人の強制収容所は州南西部ツーソン市の直ぐ郊外リーモン山にあった。捕虜キャンプはユマ郡東部ヒラ川近くにあった。戦時中に日本軍が西海岸に侵略して来る恐れがあったので、アリゾナ州西部の日系人住人は全て強制収容所に住むことが求められた。
アリゾナ州にはフェニックス・インディアン学校（インディアン寄宿学校）もあった。この学校はインディアンの子供達をアングロ・アメリカ文化に同化させるために連邦政府が設立した施設の1つだった。インディアンの子供達はその両親や家族の意志に反してこの学校に入学することが多かった。インディアンとしての自己認識を抑え込むために、髪を切らせたり英語の名前を持つことも子供達に強制された。
21世紀に入ると同化政策の歴史について見直しが進められ、2024年にはジョー・バイデン大統領が学校跡を訪れて残虐行為について謝罪した。
アリゾナ州の人口は第二次世界大戦後に大きく成長したが、これには空調機器が発達して厳しい夏も快適に過ごせるようになったことが一部貢献していた。アリゾナ州州務省が毎年発行するアリゾナ州ブルーブックに拠れば、州人口は1910年時点で294,353人だったが、1970年までに1,752,122人と60年間で6倍近くになった。10年間毎の成長率は当初平均で約20%だったが、後には平均60%となった。
1960年代には退職者の地域社会ができた。これはアメリカ合衆国中西部や北東部の厳しい冬から逃れたい高齢者の需要に合わせて、入村者の年齢を制限した社会を造ったものだった。デベロパーのデル・ウェブが設立したサンシティは1960年の開村であり、そのような社会の趨りだった。ツーソンの南にあるグリーンバレーも類似した社会であり、アリゾナ州で教職員を務めた者の隠棲地としてデザインされた。毎年冬にアリゾナ州を訪れて冬季間のみ滞在する高齢者も多く、そのような人々はスノーバードと呼ばれている。
1966年、ミランダ警告が制定されるきっかけとなった「ミランダ対アリゾナ州事件」判決が連邦最高裁にて示された。
2000年3月、選挙で選ばれる公職候補者を指名するためにインターネットで合法的に選挙を行った最初の州になった。2000年のアリゾナ州民主党予備選では、世界中の注目を集める中でアル・ゴアがビル・ブラッドリーを破り、有権者の投票率も前回1996年の5倍以上になった。
アメリカ海軍ではこれまで3艦が「アリゾナ」と命名されてきたが、アリゾナ州ができてから以降は戦艦アリゾナのみである。

## 地理
関連項目：郡、川、湖、州立公園、国立公園 および National Forestsの一覧

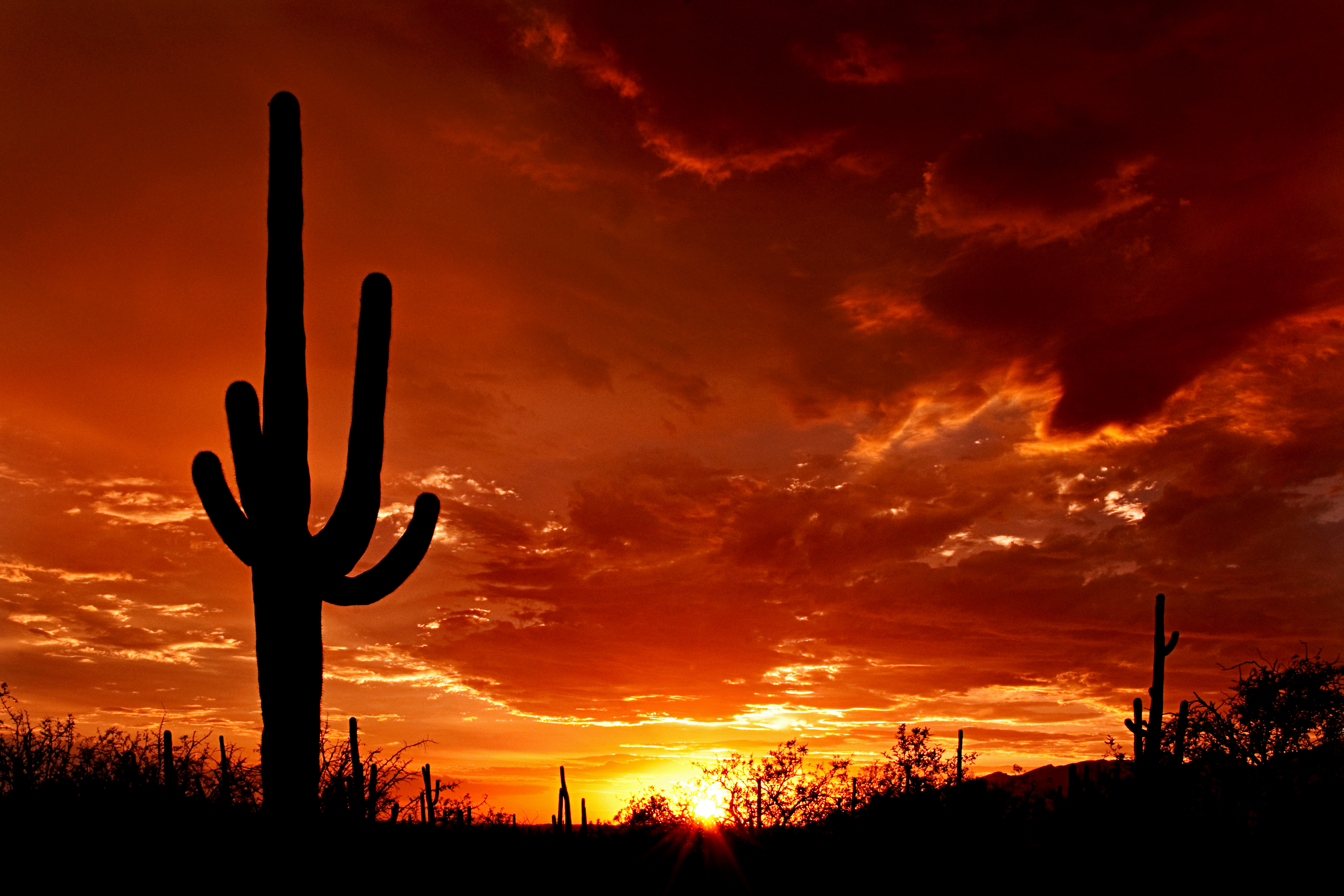
ツーソンの東、スワロ国立公園リンコン地区から見る日没のスワロ

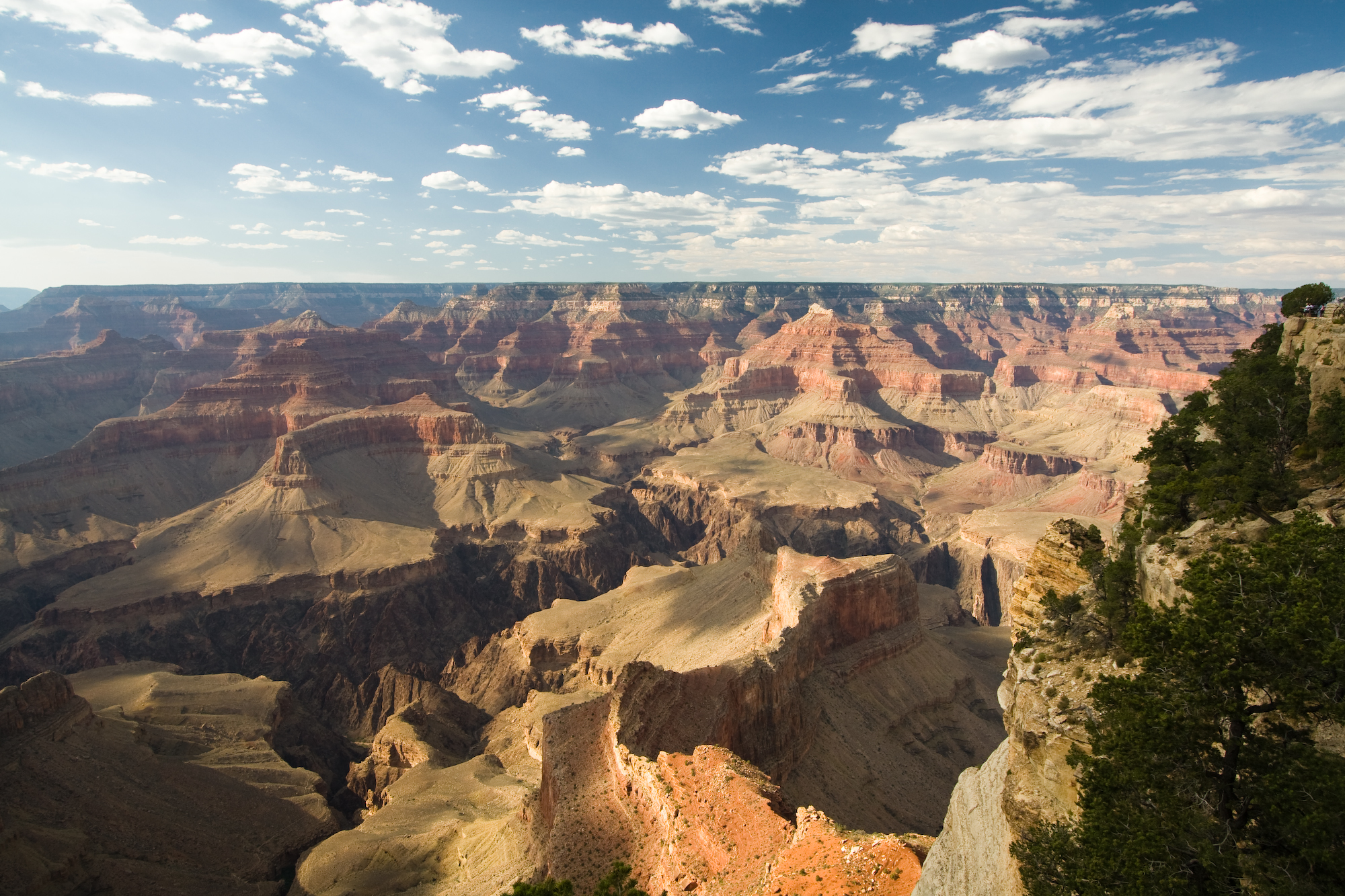
グランド・キャニオン国立公園

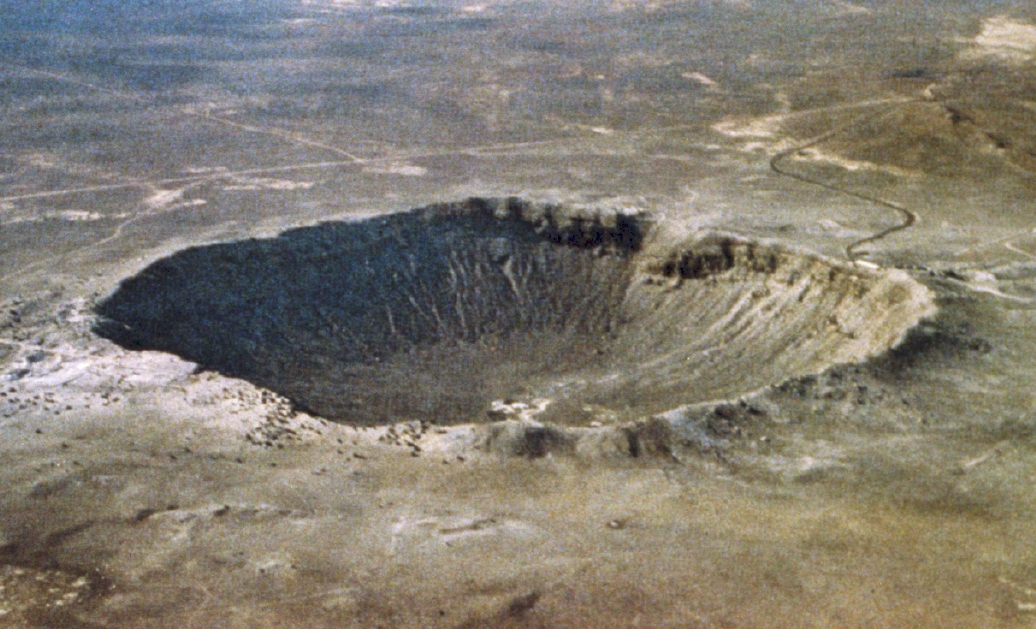
メテオ・クレーター

アリゾナ州はフォー・コーナーズの1州として南西部に位置している。面積では国内50州のうち第6位（第5位はニューメキシコ州、第7位はネバダ州）である。総面積113,998平方マイル (295,253 km2) のうち、約15%が民間で所有されている。その他は公有の森林と公園、州信託地およびインディアン居留地である。
アリゾナ州は、サボテンのような乾生植物が豊富な砂漠の風景で知られている。夏は暑く、冬は温暖である。州の南部がベイスン・アンド・レンジの砂漠であるのに対して、州の北中部のコロラド高原は松のような常緑樹で覆われた高地である。
アメリカ合衆国南西部の他の州と似て、アリゾナ州は砂漠気候に加え多様な地形上の特色を有している。州の北東部はコロラド高原であり、残りもベイスン・アンド・レンジ地帯となっていることから、山および台地が州内の面積の半分以上を占めている。その乾燥した気候にも拘わらず、27%は森林である。これは現在のフランスやドイツに相当している。アメリカ合衆国内で最大のポンデローサ松（Ponderosa Pine）の成育地となっている。
高さおよそ600メートル（2000フィート）の絶壁、モゴヨンリムがアリゾナ州の中央部を横断する形で切り立っており、コロラド高原の南西縁になっている。ここで2002年に史上第二位となる森林火災を経験した、
アリゾナ州は北アメリカのベイスン・アンド・レンジ地帯の中に入っている。この地形は前史時代の火山活動で形成され、その後に冷却とそれに関わる沈降が起こった。
グランド・キャニオンはアリゾナ州北部の変化に富んだ険しい斜面のある渓谷であり、コロラド川の浸食を受けた。この渓谷は世界自然の七不思議の一つであり、アメリカ合衆国で最も初期に指定された国立公園の一つ、グランド・キャニオン国立公園の中に大半が含まれている。セオドア・ルーズベルト大統領は何度もここを訪れてマウンテンライオンを狩猟し、景色を楽しんだ者であり、グランド・キャニオン国立公園の指定を主唱した。
この渓谷は数百万年の間にコロラド川が水路を刻んだものであり、延長は277マイル (443 km)、幅は4マイルから18マイル (6 - 29 km)、深さは1マイル (1.6 km) 以上に及ぶ。20億年近い間にコロラド川とその支流が堆積層を次々と切り開き、その間にコロラド高原が隆起した。
アリゾナ州は世界でも最も良く隕石が衝突した跡が保存されている場所の1つである。バリンジャー隕石クレーター（単純に「メテオ・クレーター」と呼ばれる）はコロラド高原の中央にある巨大な穴であり、ウィンスローから西に約25マイル (40 km) の位置にある。砕け散った巨岩の縁は小さな家屋の大きさほどもあり、周辺の地面から150フィート (45 m) 盛り上がっているものもある。クレーターの幅は1マイル (1.6 km) 近く、深さは570フィート (174 m) ある。
アリゾナ州はサマータイムを実施していない2州の1つであり（もう1州はハワイ州）、北東部のナバホ族インディアン居留地のみ夏時間を実施している。

### 気候

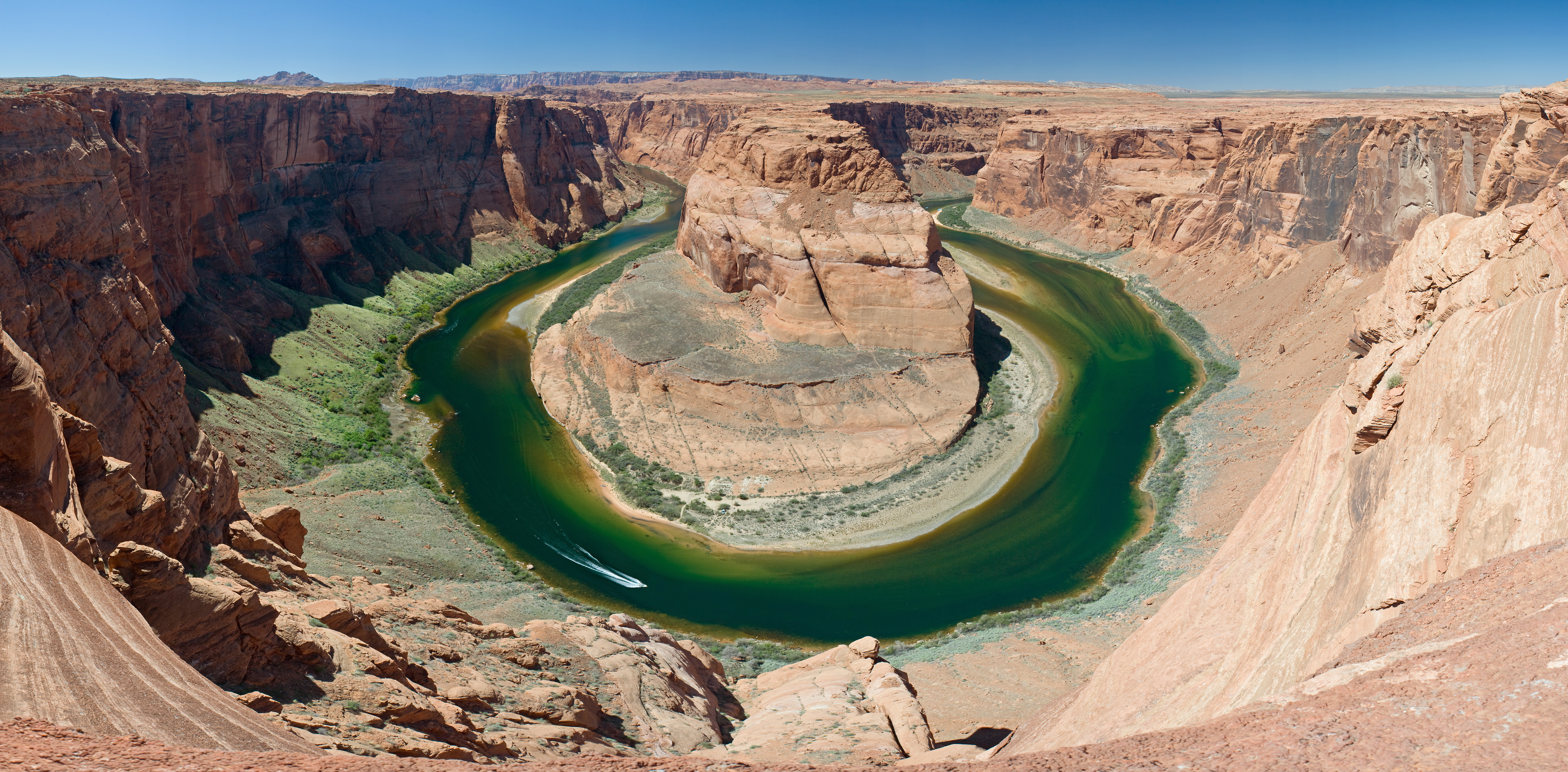
コロラド川のホースシューベンド

アリゾナ州は面積が広く、標高差も大きいので、土地によって様々な気候が存在している。標高が低い地域では主に砂漠になっており、温暖な冬と暑い夏が特徴である。通常晩秋から早春にかけての冬は温暖であり、平均最低気温は 60°F(16℃) ほどである。11月から2月が寒い月であり、気温は 40°F(4℃) から 75°F(24℃) となるが、霜が降りるのはよくあることである。2月半ばを過ぎると気温が上昇を始め、日中は暖かく夜は冷たい風が吹く。夏は6月から9月であり、乾燥した暑さとなり、気温は 90°F(32℃) から 128°F(53℃) となり、砂漠地帯では 128°F(53℃) を超えることもある。これまでの最高温度は1994年6月29日と2007年7月5日にレイクハバスシティで記録された 128°F(53℃) である。また過去最低温度は1971年1月7日にホーリーレイクで記録された 40°F(4℃) である。
領域の多くが乾燥した気候であるために砂漠のほとんど開発されていない領域では昼と夜の温度差が大きくなり、特に夏は 50°F(28℃) も開くことがある。都心部では部分的な加熱の効果（ヒートアイランド）により夜の最低気温はそれほど低くならない。
州内の平均年間降水量は12.7インチ (323 mm) である。雨季は年2回あり、冬は太平洋から寒冷前線が来たときに、夏はモンスーンが吹いたときに雨が降る。モンスーンは夏の終わりごろに起こる。7月あるいは8月、露点温度が短時間に劇的に上昇する。この時、大気には大量の水蒸気が含まれる。フェニックスのモンスーンシーズンには露点が81°F (27 ℃) まで高くなったことがある。暖かい水蒸気は稲妻、雷雨、風および短時間ではあるが滝のような降雨となる。このためにしばしば鉄砲水が生じ、破壊的なものになることもある。自動車の運転手が溢れる水流を渡ることを避けさせるために、アリゾナ州は愚劣運転者法を制定した。アリゾナ州内で竜巻やハリケーンに襲われることは稀であるが、これまで発生した記録はある。
アリゾナ州の北側3分の1は台地であり、低地砂漠よりもかなり標高が高くて、寒い冬と凌ぎやすい夏という全体的に冷涼な気候である。最低温度の極値は不明である。北部の州およびカナダからの冷たい気団が州内に入ってきて、州北部では 0°F(−18℃) 以下まで気温を下げることがある。
気候の多様性を示す指標として、大半の日が 100°F(38℃) を超える都市圏（フェニックス都市圏）と、大半の日が氷点以下にまで下がる都市圏（フラッグスタッフ都市圏）の双方がある。

## 人口動態

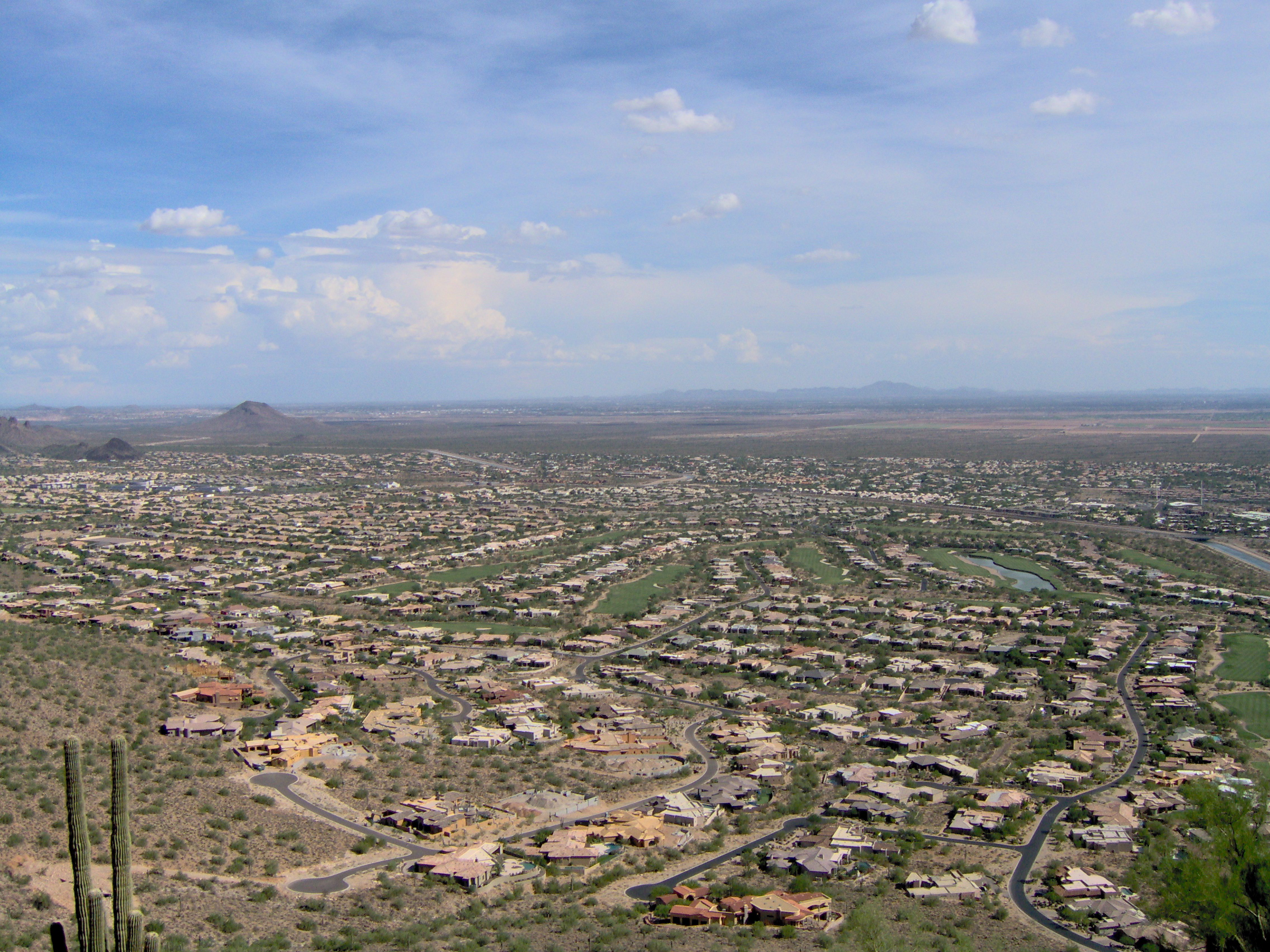
フェニックス都市圏の郊外開発

19世紀の大半、アリゾナ州はほとんど人が住んでいないままに過ぎた。1860年の国勢調査では「アリゾナ郡」人口が6,482人とされており、そのうち4,040人はインディアン、21人は解放黒人、2,421人が白人だった。2020年国勢調査時点で、アリゾナ州の人口は7,151,502人で、2010年国勢調査時点より759,485人、すなわち11.88%増加した。州人口が増加を続けているために水需要については大きな歪みを生じている。
フェニックス都市圏の人口は1991年から2001年の間に45.3%増加し、1990年代のアリゾナ州を国内でも2番目に成長速度の高い州にしていた（第1位はネバダ州）.。現在のフェニックス都市圏人口は430万人を超えていると推計されている。
アリゾナ州の人口重心はマリコパ郡ギルバートにある。
2010年国勢調査による州人口6,392,017人のうち、人種構成は以下のようになっている。
- 73.0% 白人（ヒスパニック以外は57.8%）
- 4.6% インディアン
- 4.1% 黒人
- 2.8% アジア系
- 0.2% 太平洋諸島系
- 11.9% その他の人種
- 3.4% 混血
- 29.6% 人種によらないヒスパニック

2003年国勢調査推計によると、アリゾナ州はアメリカ合衆国内の州の中でインディアンの人口が2番目に多くなっている。アリゾナ州内に住むと報告されるインディアン286,680人はこの国内総計インディアン系人口2,752,158人の10%以上であるとしている。唯一カリフォルニア州がアリゾナ州よりもインディアン系が多く、アリゾナ州はオクラホマ州よりも少しインディアン系が多くなっている。大陸48州の中ではインディアン言語を話す人の数が最も多く、2005年時点でナヴァホ語の場合は約8万5000人が家庭で話している。また西アパッチ語は10,403人が話している。
アリゾナ州で最大の祖先グループはメキシコ系 (21%)、ドイツ系、イギリス系、アイルランド系、およびアメリカ・インディアン系である。この州の南部および中央部の一部はユマおよびサンタクルス郡を除き、最大のメキシコ系アメリカ人地域となる。北部中央部および北西部の郡はイギリス系祖先の住民が多く住んでいる。アリゾナ州の北東部は多くのアメリカ・インディアン系が暮らしている。
アリゾナ州は遅くとも2035年に最大人口の人種が過半数にならない州になると予測されている。2003年に初めて、ヒスパニック以外の白人出生数より多くのヒスパニックが出生した。
2010年現在、アリゾナ住民の5歳以上の73%（約420万人）は自宅で英語を話している。21%（約120万人）はスペイン語を話しており、ナバホ語は2%（約8万5000人）である。他のインディアン言語は約1万5000人であり、ドイツ語（約2万2500人）に続き多くの人に話されている言語になっている。
人口の49.9%は男性で、50.1%は女性である。
2010年、不法滞在移民の構成比は7.9%と推計されている。これは国内の州の中ではネバダ州の8.8%に次いで2番目に高い数字である。

### 宗教
アリゾナ州民の5人の内4人はカトリックおよびプロテスタントの両方を合わせたキリスト教徒であると回答している。モルモン教人口もまた多くなっている。
アリゾナ州内の宗教人口構成比率は次のようになっている：
- キリスト教 – 74%
  - プロテスタント – 40%
    - バプテスト – 9%
    - メソジスト – 5%
    - ルーテル教会 – 4%
    - 他のプロテスタント/一般的なプロテスタント – 25%

  - ローマ・カトリック – 31%
  - 他のキリスト教 – 1%
- モルモン教 – 4%
- 他の宗教 – 2%
- 無宗教 – 22%

## インディアン部族

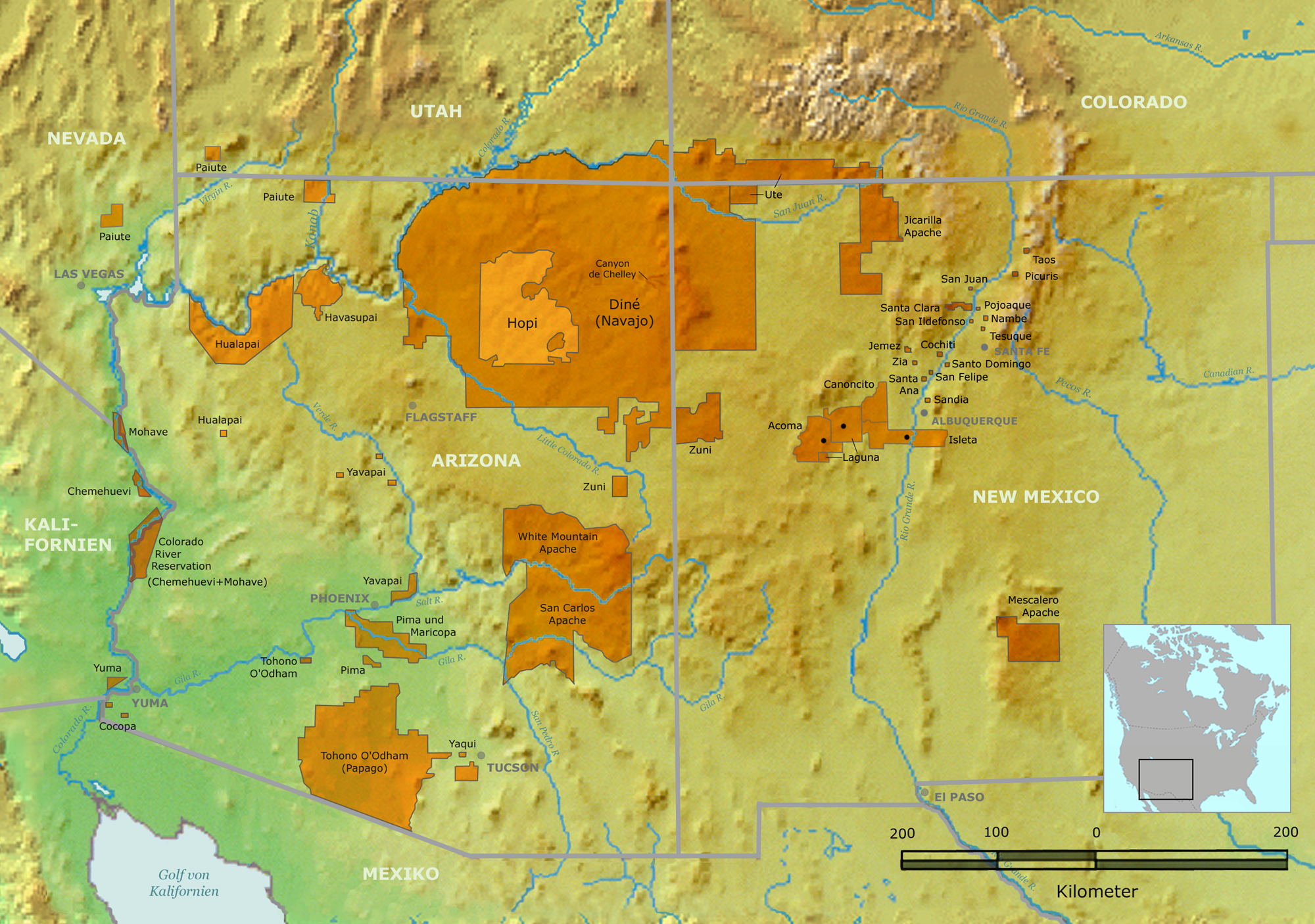
アリゾナ州のインディアン部族の居留地（橙色の部分）

アパッチ族、ココパー族、ハルチドマ族、ハヴァスパイ族、ホピ族、マリコパ族、モハーヴェ族、ナバホ族、パイユート族、パパゴ族、パパゴ族（トホノ・オオダム族）、ピマ族、トント・アパッチ族、ワラパイ族、ヤヴァパイ族、ケチャン族をはじめとするインディアン部族が先住している。このうち大部分の部族が同じ言語を持つため、実際は別部族であるが白人は見分けがつかず、これらをまとめて「アパッチ族」としていた。グランド・キャニオンの谷底では複数の部族が古代から暮らしている。観光事業に注力したインディアン居留地（Reservation）が多く、「インディアン・カジノ」も盛況である。
1850年代、カリフォルニア州にてゴールドラッシュが始まると、アメリカ連邦政府は、ピマ族に対して食料を提供するよう依頼した。ピマ族は、サン・タフェの馬車道を通ってカリフォルニアに向かう旅行者数万人に、自分たちの食料を提供し続けた。だが、イギリスからの白人の移民とメキシコ人が移住し始めると、彼らはヒラ川の水流を、自分たちの畑に引いて迂回させた。ピマ族たちの獲物であるシカやアンテロープといった動物たちは、この移住者たちによってほぼ絶滅させられた。

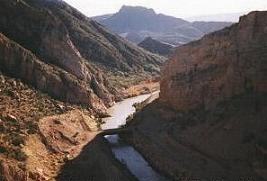
「クーリッジ・ダム」がヒラ川を堰き止めたため、ヒラ川は「世界一水量のない川」のひとつとなった

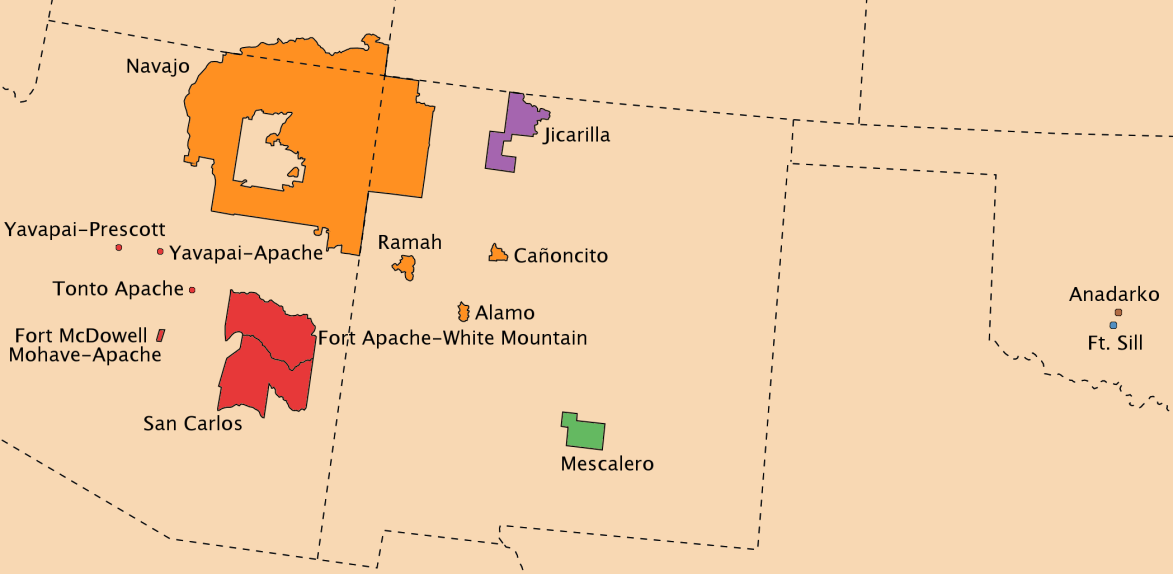
アパッチ族と、系列部族の居留地。ホピ族の居留地はナバホ族の居留地の中にある

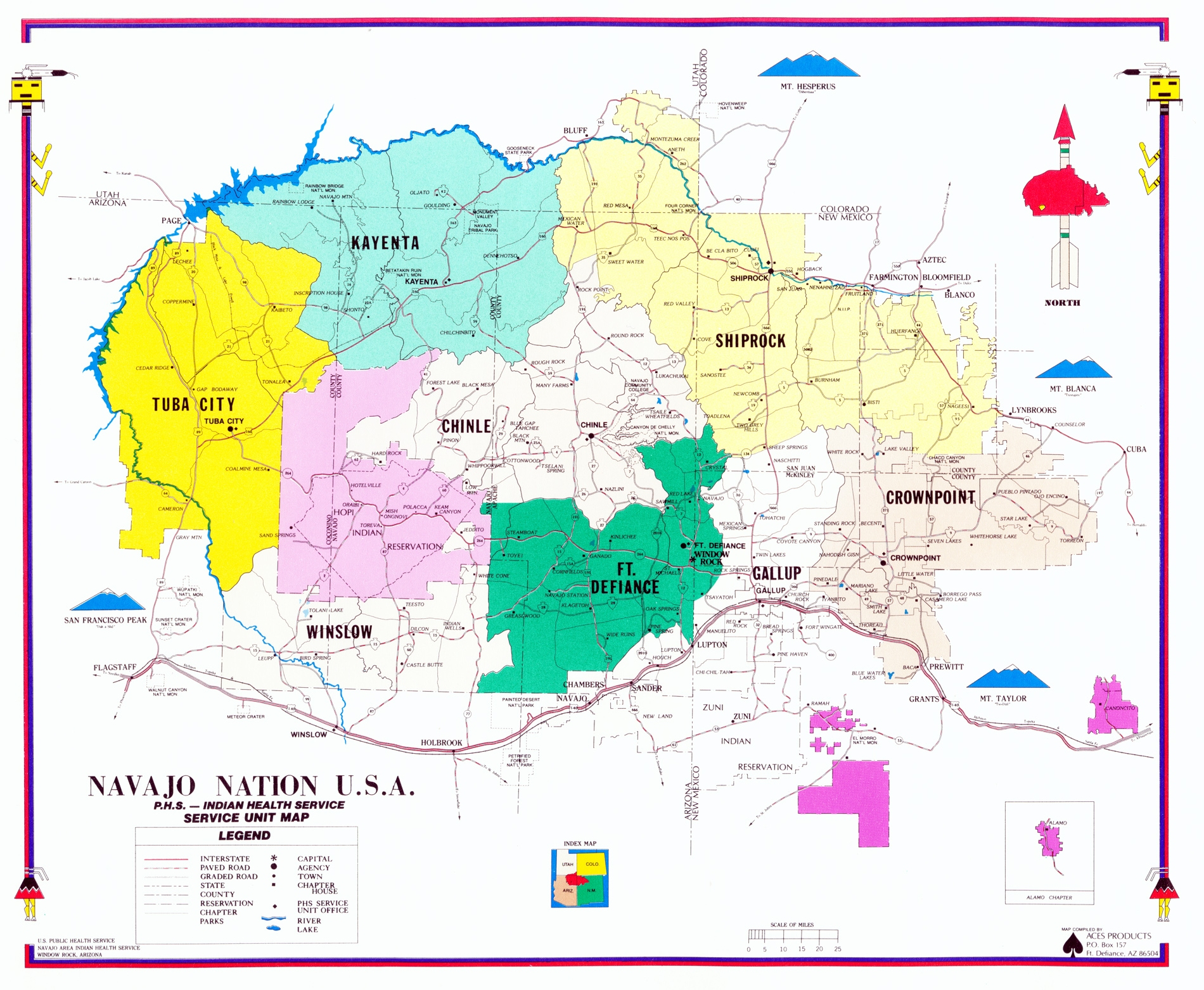
ナバホ族の居留地

狩猟採集生活が不可能となったピマ族は、アメリカ連邦政府による配給食に頼るようになるが、この配給食は小麦粉と砂糖であり、栄養価が皆無のものばかりである。その結果、彼らの大多数は肥満になり、糖尿病を患うようになった。糖尿病の罹病率は、全米の白人の平均罹病率の19倍となっている。なお、狩猟採集生活を送っていたころのピマ族は食料が豊富にあり、1日の労働時間は現在よりも少なかった。政府からの配給食に頼るようになってからのほうが運動量は多く、労働時間は長く、食べる量もはるかに少ない。19世紀半ばのピマ族の健康状態について、1846年にアメリカ陸軍部隊がピマ族の土地を通過した際、部隊に従軍していた外科医のジョン・グリフィン（ John Griffin ）は、「活発で良好」と記録しており、アメリカ国境委員会長官のジョン・バートレット（ John Bartlett ）は、1852年に「ピマ族において、女性は胸が発達し、身体は細身」であり、男性においては、身体はひょろ長く、四肢は細く、胸板は狭い」と記録している。
1928年、アメリカ連邦政府がクーリッジ・ダムを建設し、ヒラ川を堰き止めたため、下流域にあるピマ族の居留地では農業が壊滅した。
ナバホ族の女性は、居留地で羊・ヤギの放牧を生業としているが、彼らの家畜頭数は連邦条約で規制されており、年次末には余剰分は溺死屠殺される決まりである。白人牧場主にこのような規制はない。
同州のアリゾナ大学は、2006年には545人、2007年には631人、2008年には730人と、インディアンの学生を年次増加させており、2009年の秋の時点で792人と、全米で最もインディアンの学生の多い大学となっている。
≪アメリカ連邦政府が公式認定している部族と部族連合≫
| - アパッチ族 - トント・アパッチ - 西アパッチ族（サンカルロス・アパッチ） - ホワイトマウンテン・アパッチ - ヤヴァパイ族（モハーヴェ・アパッチ） - ハヴァスパイ族 - パイユート族 - カイバブ・パイユート - サンフアン・南パイユート族 - ピマ族 - マリコパ族 - パパゴ族（トホノ・オオダム族） | - ワラパイ族 - ホピ族 - パスクア・ヤキ族 - ココパー族 - モハーヴェ族 - チェメフエビ族 - ナバホ族 - ケチャン族（ユマ族） - アク＝チン・インディアン共同体 |

≪アメリカ連邦政府が公式認定していない部族≫
- サンファン・パイユート族
- バリオ・パスクア族（ヤキ族（英語版））
- チェロキー族連合

### インディアン・カジノ
居留地政策で農耕自立の道を断たれた部族が多く、インディアン・カジノは彼らにとって経済的に最後の切り札である。計画中の部族カジノも多く、今後さらに増える見込みである。
≪アリゾナ州のインディアン・カジノと経営する部族共同体≫
| - サンカルロス・アパッチ・インディアン居留地 - 「アパッチ・黄金のカジノ・リゾート」 - トント・アパッチ居留地 - 「マザツァル・カジノ」 - コロラド川インディアン部族（モハーヴェ族、チェメフエビ族、ホピ族、ナバホ族 - 「青い水のカジノ」 - ソルト川ピマ＝マリコパ・インディアン共同体 - 「カジノ・アリゾナ」（※同名のカジノを2軒経営） - 「喋る棒のリゾート」 - フォートマクドウェル・ヤヴァパイ・ネーション - 「フォートマクドウェル・カジノ」 - ヒラ川インディアン共同体（ピマ族、マリコパ族） - 「孤高の山のカジノ」 - 「野生馬の小道のカジノ」 - 「新しい野生馬の小道のカジノ」 - 「ヴィー・クイヴァ・カジノ」 - フォートモハーヴェ・インディアン居留地 - 「精霊の山のカジノ」 - フォートアパッチ・インディアン居留地 - 「ホン＝ダー・カジノ」 | - パスクア・ヤキ居留地 - 「太陽のカジノ」 - 「太陽のカジノ（カジノ・デル・ソル）」 - トホノ・オオダム・ネーション - 「沙漠のダイヤモンドのカジノ」（※同名のカジノを2軒経営） - 「黄金のハス＝サン・カジノ」 - アク＝チン・インディアン共同体 - 「ハラーのアク・チン・カジノ」 - ヤヴァパイ＝プレスコット族 - 「バッキーのカジノ」 - 「プレスコット・リゾート」 - 「ヤヴァパイ・カジノ」 - ヤヴァパイ＝アパッチ・ネーション - 「崖の城のカジノ」 - ココパー・インディアン居留地 - 「ココパー・カジノ」 - フォートユマ・インディアン居留地（ケチャン族） - 「ケチャン・カジノリゾート」 - 「楽園のカジノ」 |

## 経済
2006年の州内総生産高（Gross state product）は2,320億米ドルであった。もしアリゾナ州が独立した国であれば、世界中で61番目に大きな経済を有している。この数字はアイルランド共和国、フィンランド共和国、並びにニュージーランドのような国々よりも大きな経済である。現在、アリゾナ州はアメリカ合衆国の州の中で21番目に大きな経済を有している。
アリゾナ州の一人当たりの収入は（per capita income）アメリカ合衆国内39番目の40,828米ドルであり、一世帯当たり収入は50,958米ドルで第22位である。アリゾナ州の初期経済は"5つの'C'"：銅、綿、牛、柑橘類、及び 気候（観光）に依存していた。アリゾナ州は合衆国内で最大な綿の生産地となったことがある。銅については現在でも露天掘りと地下掘りが大々的に行われており、国内生産高の3分の2を産出している。鉱山所有者はフリーポート・マクモランが有名。

### 雇用
アリゾナ州では州政府が最大の従業員を雇用しており、民間ではウォルマートが17,343人（2008年）と最大である。2010年時点の失業率は9.6%になっている。アリゾナ州にはアメリカウエスト航空の本社がある。
アリゾナ州の土地の70%近くがアメリカ合衆国政府によって所有されており、その公有地の一部が牧場主や鉱山主に貸し出されている。

### 課税
アリゾナ州は2.87%、3.20%、3.74%、4.72%、および5.04%の5種類の所得税を徴収している。アリゾナ州の消費税は6.6%であるが、郡や市によって2%を追加している所がある。
宿泊（ホテルやモーテル）にかかる税率は7.27%である。アリゾナ州は家庭で消費される食料、あるいは免許を持った医者や歯医者が処方した薬品には州税を課しない。しかし家庭で消費される食料に課税する自治体もある。
州内15郡全てが税を課している。法人課自治体も商取引に課税しており、ホテルとモーテルは例外として通常1ないし3%である。これらを併せると消費税は最大10.7%になる。

### 規制緩和
自動車の自動走行運転に関連した関連する形で規制緩和が行われ、他州と比べて人口密度が希薄な州の特性を利用した制度の運用が行われている。ただし、2018年には、テンピにて自動走行していたUber社の自動車が女性をはねて死亡させるといった事故も発生している。

## 産業
2020年7月23日同州において、米国ニコラモータの工場建設セレモニーが行われた。１ミリオン平方フィートの工場敷地を予定していて、400人あまりのエンジニアを雇用する。

## 交通
主要な州間高速道路は州を南北に縦断する州間高速道路17号線、同19号線があり、東西は州間高速道路8号線、同10号線、同40号線が横断している。また州間高速道路の短い区間が州北西隅を掠めて北東から南西方向に走っている。また都市化地域には州道と高規格道路の複雑なネットワークがある。例えば環状101号線（アリゾナ州道101号線）はフェニックス市の広大な高速道路網の一部になっている。

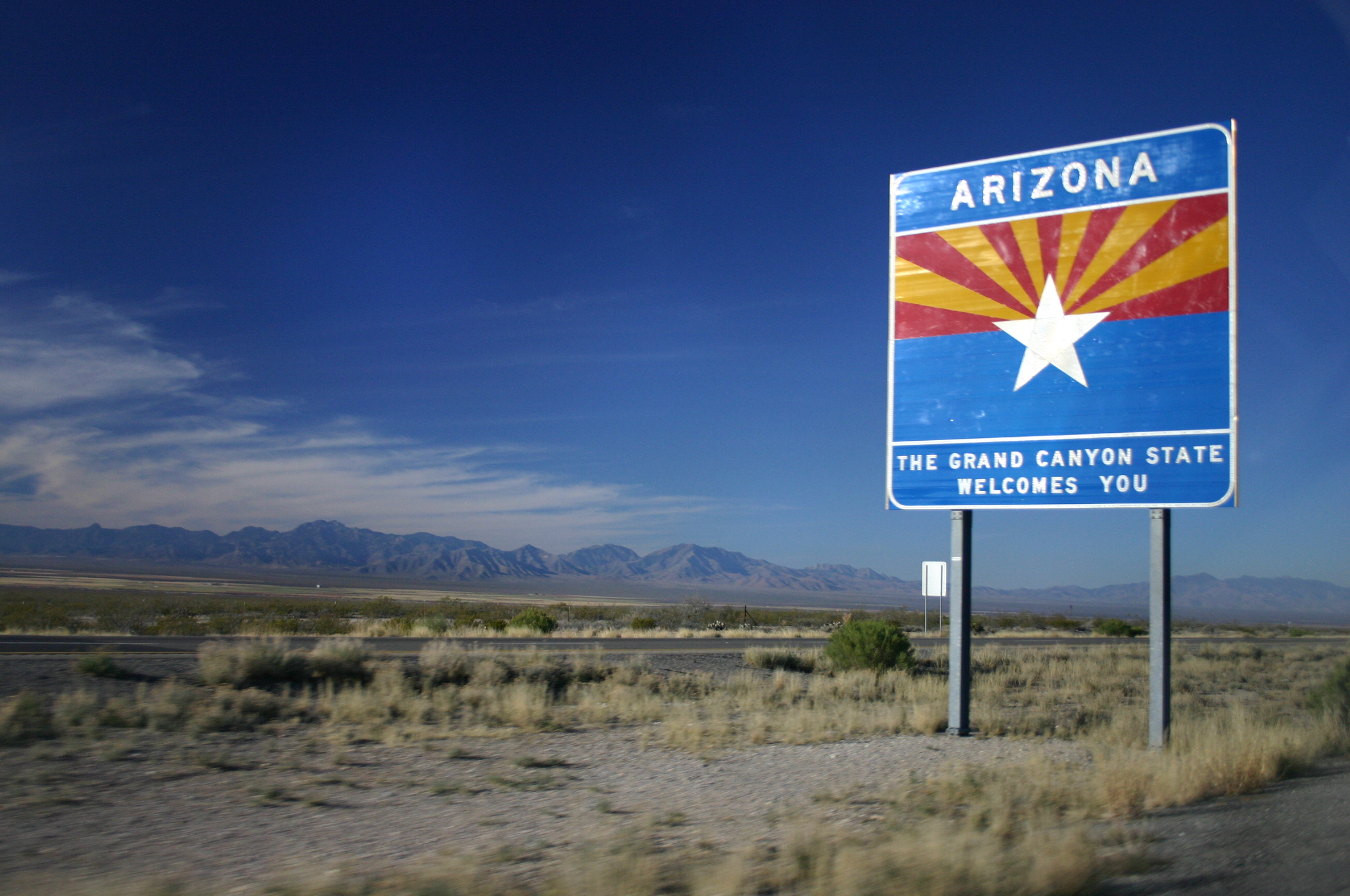
州間高速道路10号線でニューメキシコ州からアリゾナ州に入る

### 高規格道路

#### 州間高速道路
州間高速道路8号線| 州間高速道路10号線| 州間高速道路15号線| 州間高速道路17号線| 州間高速道路19号線| 州間高速道路40号線

#### アメリカ国道
アメリカ国道60号線| アメリカ国道64号線| アメリカ国道70号線| アメリカ国道89号線| アメリカ国道66号線
 アメリカ国道91号線| アメリカ国道93号線| アメリカ国道95号線| アメリカ国道160号線| アメリカ国道163号線
 アメリカ国道180号線| アメリカ国道191号線| アメリカ国道466号線| アメリカ国道491号線

### 公共大量輸送機関
フェニックスとツーソンの都市圏にはバスによる公共交通体系がある。ユマとフラッグスタッフも公共のバスを運行している。グレイハウンドはフェニックス、ツーソン、フラッグスタッフ、ユマおよび州内の小さな自治体を結んでいる。
バレー・メトロ・レイルと呼ばれるライトレールが最近フェニックスに完成した。フェニックス市の中心部から近在のメサやテンピ各市とを結んでいる。この線は2008年12月に開業した。
2006年5月、ツーソン市の有権者は地域交通計画（包括的バス輸送・電車・道路改良プログラム）とその資金ための消費税半セント増額を承認した。この計画の中心はライトレールの電車体系（オレゴン州ポートランドのものに類似）であり、中心街を抜け、アリゾナ大学主キャンパスと中心街東縁のリオヌエボ計画地域とを結ぶことになる。
アムトラックの「サウスウェスト・チーフ」がアリゾナ州北部を通っており、ウィンスロー、フラッグスタッフ、ウィリアムズ、およびキングマンで停車する。「テキサス・イーグル」と「サンセット・リミテッド」は南中部を通り、ツーソン、マリコパ、ユマおよびベンソンに停車している。

### 航空
定期商業便が運行している空港は次の通りである。
- フェニックス・スカイハーバー国際空港 (PHX)、フェニックス市、州内最大の国際空港）
- ツーソン国際空港 (TUS)、ツーソン市
- フェニックス・メサ・ケイトウェイ空港 (AZA)、メサ市
- ユマ国際空港 (YUM)、ユマ市
- プレスコット市民空港 (PRC)、プレスコット市
- フラッグスタッフ・プルマン空港 (FLG)、フラッグスタッフ市
- グランド・キャニオン国立公園空港 (GCN)、小さいが利用の多い単一滑走路施設、主にラスベガスからの観光用

フェニックス・スカイハーバー国際空港は航空機の発着数で世界でも7番目、乗降客の数で17番目に多い空港である。
その他定期商業便は無いが重要な空港として、スコッツデール市民空港、フェニックス・ディアー・バレー空港がある。ディアバレー空港には2つの飛行訓練学校があり、国内でも最も利用されている一般用途空港である。

## 政治と法律
関連項目：List of Arizona Congressmen

### 議事堂複合施設

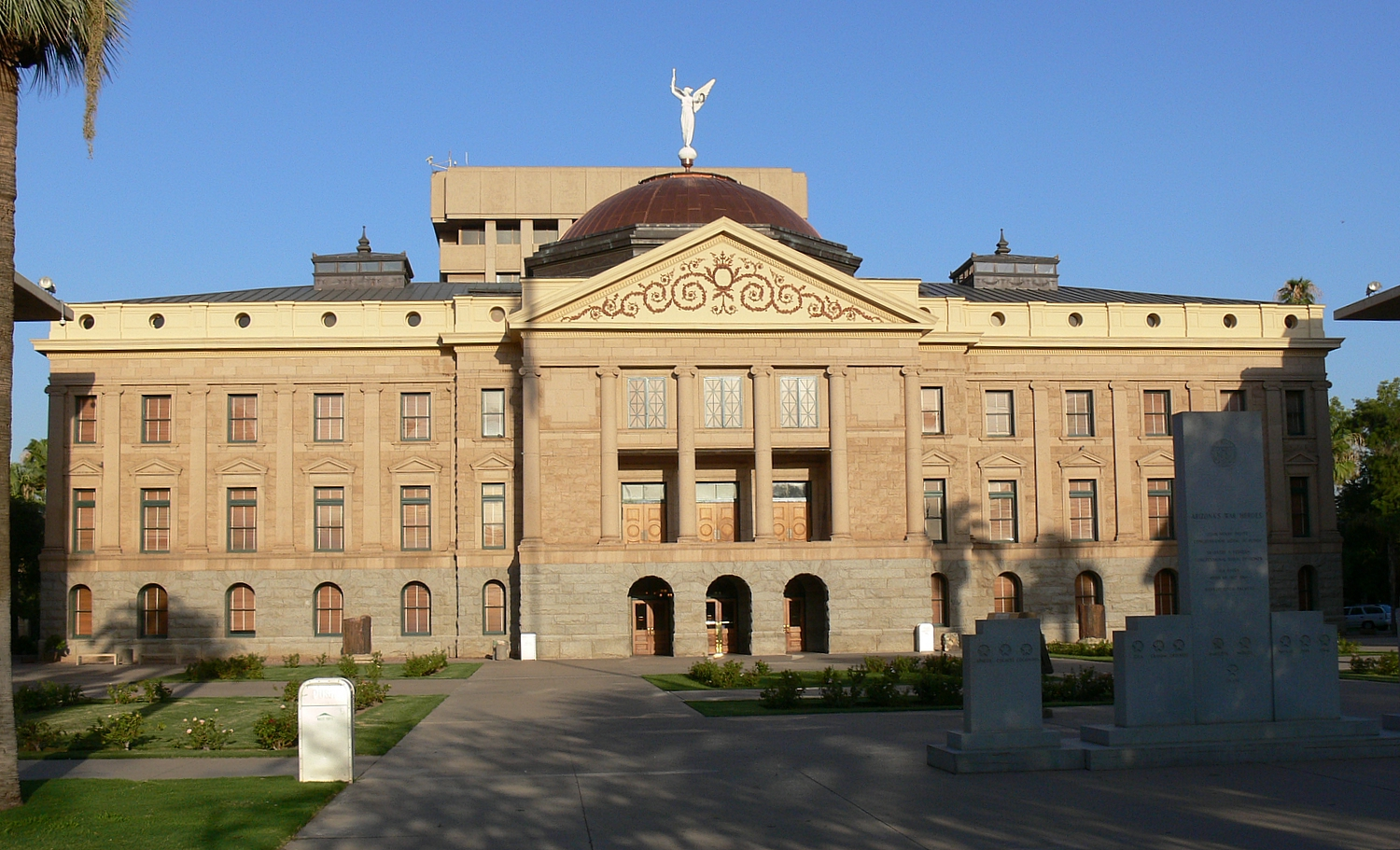
フェニックスにあるアリゾナ州議会議事堂

アリゾナ州の州都はフェニックス市である。特徴のある銅色ドームを備える、最初の議事堂ビルはこの地域がまだ準州であったころ、1901年（建設は1900年に136,000米ドルで完成）に開設された。フェニックスは1912年にアリゾナ州がアメリカ合衆国の州に昇格したと同時に正式に州都となった。
アリゾナ州議会下院および上院の立法府ビルは1960年に開設され、行政府ビルは1974年に開設された（知事室は9階に設けられた）。当初の議事堂ビルは博物館に転換された。
議事堂複合施設は、1970年代に知事在任中に亡くなったウェズレー・ボーリン知事の名前が付けられた、風光明媚なウェズレー・ボーリン記念公園を正面に置く場所に建設された。アリゾナ（真珠湾攻撃で沈没したアメリカ合衆国海軍戦艦）の錨並びに信号マスト、御影石の十戒、およびアリゾナ州退役兵記念コロシアムを含む多数の遺物や記念物がここに置かれている。

### 州立法府
アリゾナ州議会は両院制（ネブラスカ州を除くアメリカ合衆国の各州議会と同様）である。上院議員定数は30人、下院議員定数は60人である。州内には30の選挙区があり、それぞれ2年毎に1人の上院議員と2人の下院議員を選出している。
上下院の会期は2年間である。一般選挙に続く議会は第一通常議会と呼ばれ、二年目に開かれる議会は第二通常議会と呼ばれる。各通常議会は1月の第2月曜日に始まり、通常議会が始まった日から100日目が入る週の土曜日以前に休会（サインダイと呼ばれる）される。上院議長および下院議長は規則に従って7日間まで会期を延長できる。事実上各院出席議員の多数決によってのみ会期は延長できる。
2023年時点で多数党は共和党であり、1993年以来両院を制している。
アリゾナ州の上院議員と下院議員は2年任期であり連続して4期までの選出制限があるが、選出回数全体に関する制限は無い。ある議員が任期制限に掛かった場合に別の院で出馬するのはよくある話である。
2006年から2007年にかけての会計年度は2006年6月に議会承認されたものであり、100億ドルをわずかに下回っていた。この予算には州の機関によって使われるものの他に、所得税と資産税の削減、州政府雇用者の昇給分、および幼稚園児から12年生までの教育に関する追加予算のために5億ドル以上が含まれていた。

### 州行政府
4年毎に選出される知事が、アリゾナ州の首長となっている。知事の任期制限は無いが、連続しては2期までとなっている。アリゾナ州は州知事公舎を維持しないことでは数少ない州の1つである。州知事は就任してからも私邸に住み、行政府の執務室は全て州議会議事堂内にある行政府タワーにある。現在の知事は民主党のケイティー・ホッブスである。歴代知事には女性が5人（ホッブスを含む）いるが、これは全米50州で最も多い。
知事以外に選挙で選ばれる行政官としては、州務長官、州財務官、州検察長官、州教育長、州鉱業検査官、および企業委員会の5人の委員がある。これらの行政官は全て4年任期であり、連続しては2期までに制限されている。ただし州鉱業検査官には任期制限が無い。
アリゾナ州は副知事を指名しない7つの州の1つである。知事が死亡、執務不能、辞任あるいは追放された場合に、継承順位の第1位は州務長官である。その次には州検察長官、州財務官、州教育長の順となっている。1977年以降、この手続に従って4人の州務長官と1人の州検察長官が知事に就任した。

### 州司法府
アリゾナ州最高裁判所が州内の最上級裁判所である。首席判事、副主席判事および3人の陪席判事で構成されている。判事は超党派委員会が推薦する候補者リストから知事が選んで指名しており、その指名から2年後に再選出される。その後は6年毎に選出される。最高裁判所は死刑を宣告された裁判の上訴管轄権があるが、その他の上訴裁判のほとんど全てはその前にアリゾナ州上訴裁判所に送られている。最高裁判所は州憲法に関わるような幾つかの条件では第一審管轄権がある。また州法を違憲と宣言することができるが、大法廷にいる時のみに限られている。最高裁判所は議事堂複合施設のアリゾナ州最高裁判所ビルにある（ウェズレー・ボーリン広場の南端）。
アリゾナ州上訴裁判所は2つの地区に分けられており、州内では中間裁判所である。第1地区はフェニックスに本拠を置き、6人の判事で構成され、州西部と北部の管轄権があり、フェニックス大都市圏を含んでいる。第2地区はツーソンに本拠を置き、6人の判事で構成され、州南部の管轄権があり、ツーソン地域を含んでいる。判事は州最高裁判所判事を選出するために使われる手段に類似した方法で選ばれている。
アリゾナ州の各郡には上級裁判所があり、その大きさと組織は様々であるが、概してその郡の大きさに依存している。

### 郡
アリゾナ州は郡として指定される政治区分に分割されている。1983年時点から15郡があり、その広さは1,238平方マイル (3,206 km2) から18,661平方マイル (48,332 km2) まである。

### 連邦議会の代表状況
2023年時点で、連邦議会上院の2議席は民主党と無所属の議員がそれぞれ1議席を占めている。下院は9議席を持っており、共和党6議席、民主党3議席となっている。2010年国勢調査の結果で、下院議席が1つ増加した。

### 政治的文化
| 年     | 共和党           | 民主党           |
| ------ | ---------------- | ---------------- |
| 2020年 | 48.91% 1,661,686 | 49.22% 1,672,143 |
| 2016年 | 49.15% 1,240,656 | 45.35% 1,144,709 |
| 2012年 | 53.65% 1,233,654 | 44.59% 1,025,232 |
| 2008年 | 53.60% 1,230,111 | 45.12% 1,034,707 |
| 2004年 | 54.87% 1,104,294 | 44.40% 893,524   |
| 2000年 | 50.95% 781,652   | 44.67% 685,341   |
| 1996年 | 44.29% 622,073   | 46.52% 653,288   |
| 1992年 | 38.47% 572,086   | 36.52% 543,050   |
| 1988年 | 59.95% 702,541   | 38.74% 454,029   |
| 1984年 | 66.42% 681,416   | 32.54% 333,854   |
| 1980年 | 60.61% 529,688   | 28.24% 246,843   |
| 1976年 | 56.37% 418,642   | 39.80% 295,602   |
| 1972年 | 61.64% 402,812   | 30.38% 198,540   |
| 1968年 | 54.78% 266,721   | 35.02% 170,514   |
| 1964年 | 50.45% 242,535   | 49.45% 237,753   |
| 1960年 | 55.52% 221,241   | 44.36% 176,781   |

アリゾナ州は州昇格時点から1940年代後半まで民主党が支配していた。この期間に行われた大統領選挙では通常民主党候補者がアリゾナ州を制していたが、1920年、1924年および1928年アメリカ合衆国大統領選挙が例外であり、これらの時は全国的に共和党が圧勝していた。
1952年大統領選挙でドワイト・D・アイゼンハワーを選んで以降、アリゾナの政治全般を支配してきたのは共和党である。例外として、2020年アメリカ合衆国大統領選挙では、ジョー・バイデンが1996年のビル・クリントン以来の民主党大統領候補となり、連勝記録をストップした。急成長を遂げたフェニックスやツーソンの郊外は、1950年代以降、共和党色を強めてきた。この間、田園部の「ピント・デモクラッツ」と呼ばれる地方出身の保守的民主党員の多くが、州レベルでも国政レベルでも共和党を支持するようになった。アリゾナ州では通常、国政レベルで共和党を支持する一方、州全体の選挙では民主党がしばしば優位に立つ。過去6人の知事のうち2人が民主党議員である。
2008年3月4日、ジョン・マケイン上院議員が2008年大統領選挙の共和党候補者指名を得て、1964年のバリー・ゴールドウォーター以来となる同州出身の主要政党大統領候補者となった。
アリゾナ州の政治では長い間、フェニックスがあるマリコパ郡とツーソンがあるピマ郡という2つの大きな郡の競合が続いている。この2郡に州人口のほぼ75%が住んでおり、有権者人口では80%になる。また州議会の定数でも実質的に過半数となっている。
マリコパ郡には州人口のほぼ60%が住んでおり、州の選挙で選ばれる役人のほとんどがここに住んでいる。1948年以来の大統領選挙では一貫して共和党候補者を選んできた。この中には1964年のマリコパ郡出身者バリー・ゴールドウォータが含まれている。ゴールドウォータはマリコパ郡で2万票の差を付けられなければ、アリゾナ州を制することもできなかった。同様に2008年のマケインはアリゾナ州で8%の差を付けたが、マリコパ郡での13万票差がなければ接戦になった可能性があった。
対照的にツーソンのあるピマ郡と州南部の大半は歴史的に民主党寄りである。ツーソンの郊外部は共和党寄りだが、フェニックス地域よりも幾らか穏健な共和党支持である。
2006年中間選挙でアリゾナ州は同性愛者同士の結婚に反対する修正条項を否決した。これは全国の州で初めてのことだった。既に同性愛者同士の結婚は合法だったが、この修正条項が成立すれば、未婚の同性愛あるいは異性愛のカップルに対して法的あるいは財政的恩恵を否定するものだった。2008年、アリゾナ州は州憲法修正条項102号を成立させ、結婚を1人の男と1人の女の結合と定義した。
2010年、アリゾナ州は国内でも最も強硬な不法移民法を成立させ、この法の支持者と中傷者との間の議論に火を付けた。

## 主要な都市と町

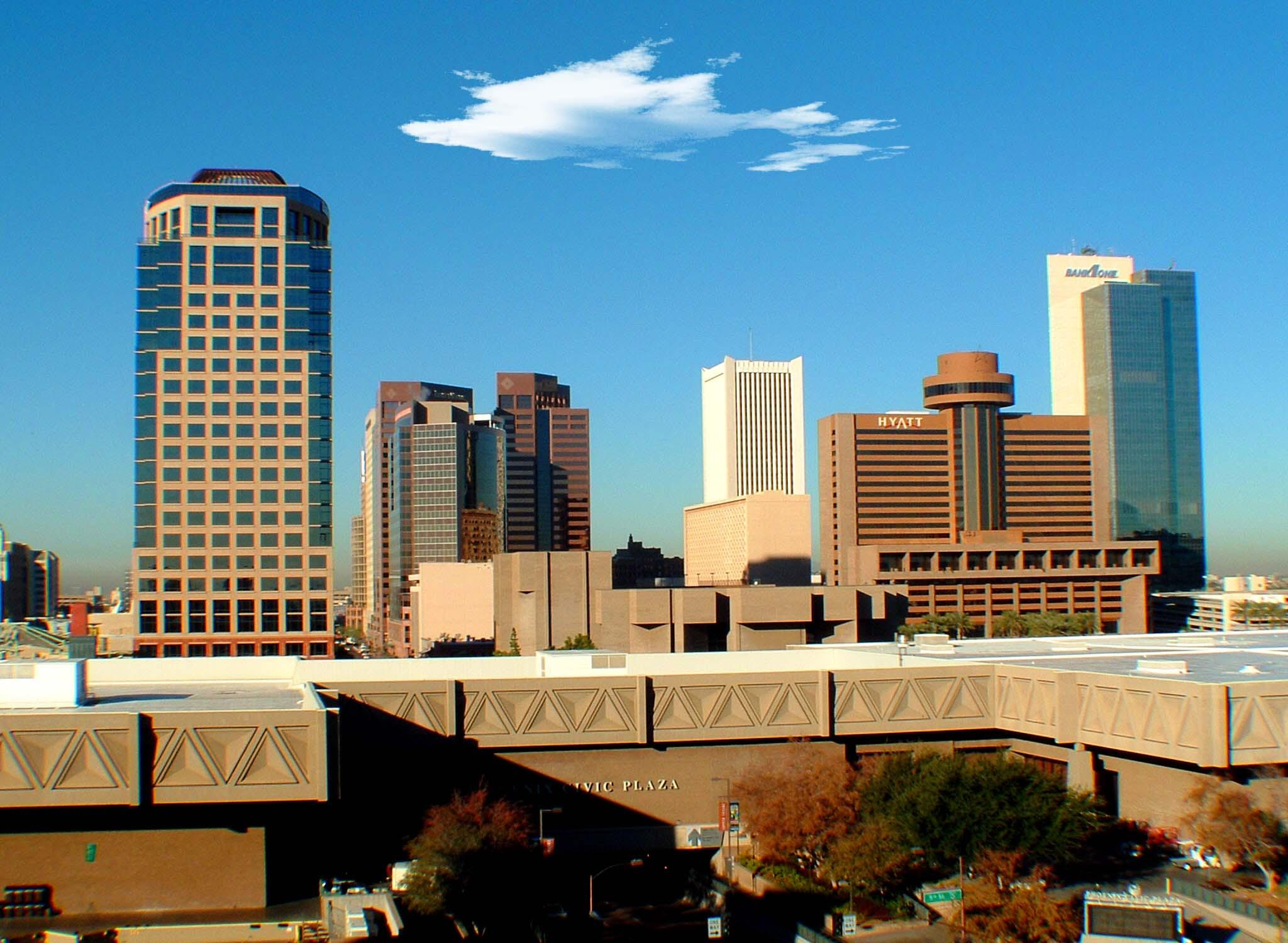
フェニックス市

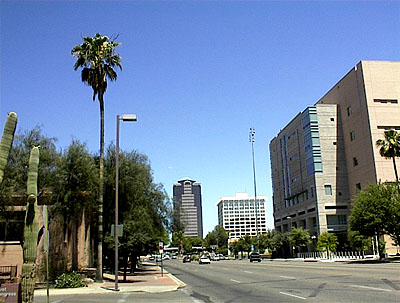
ツーソン

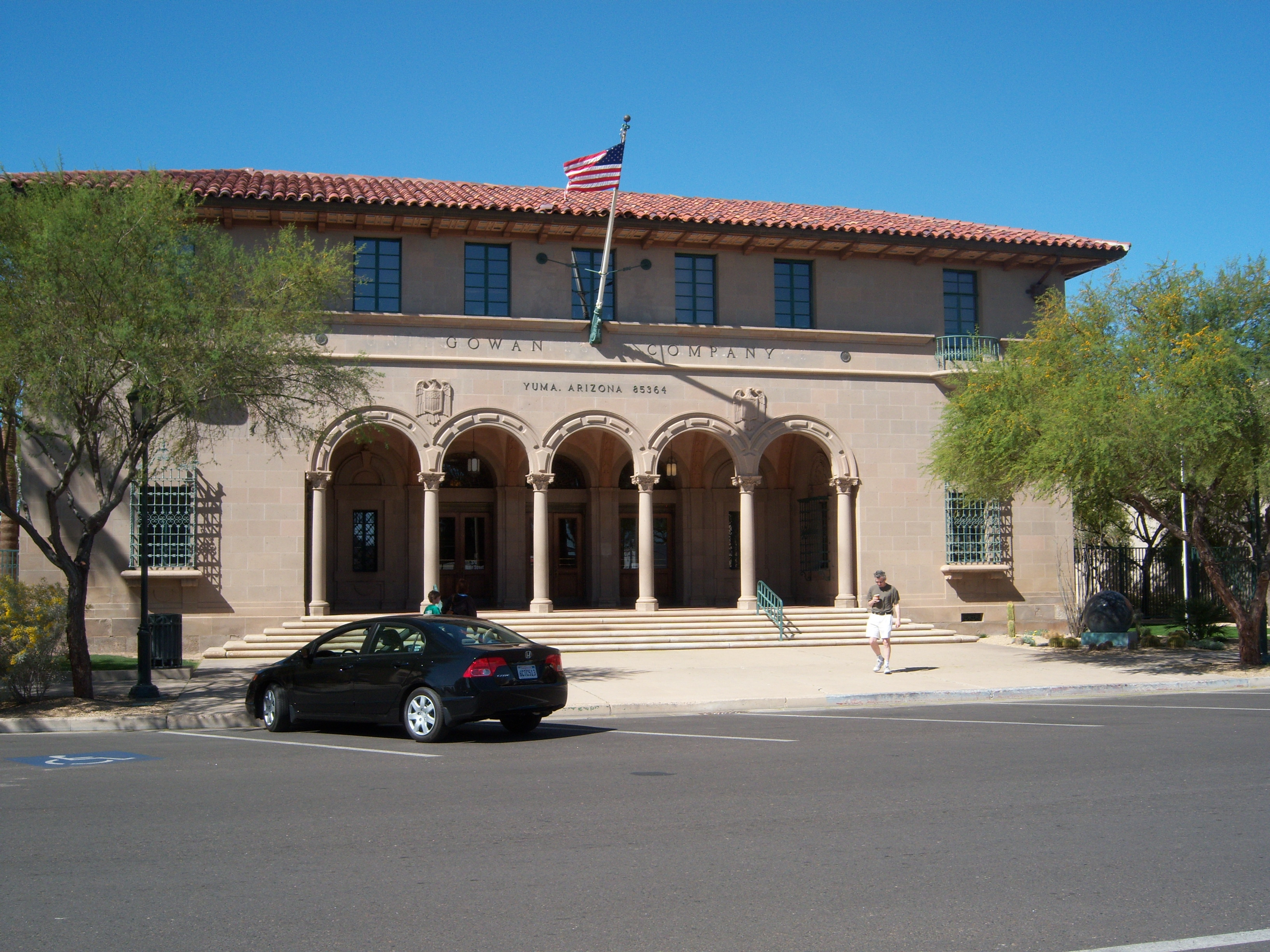
ユマ

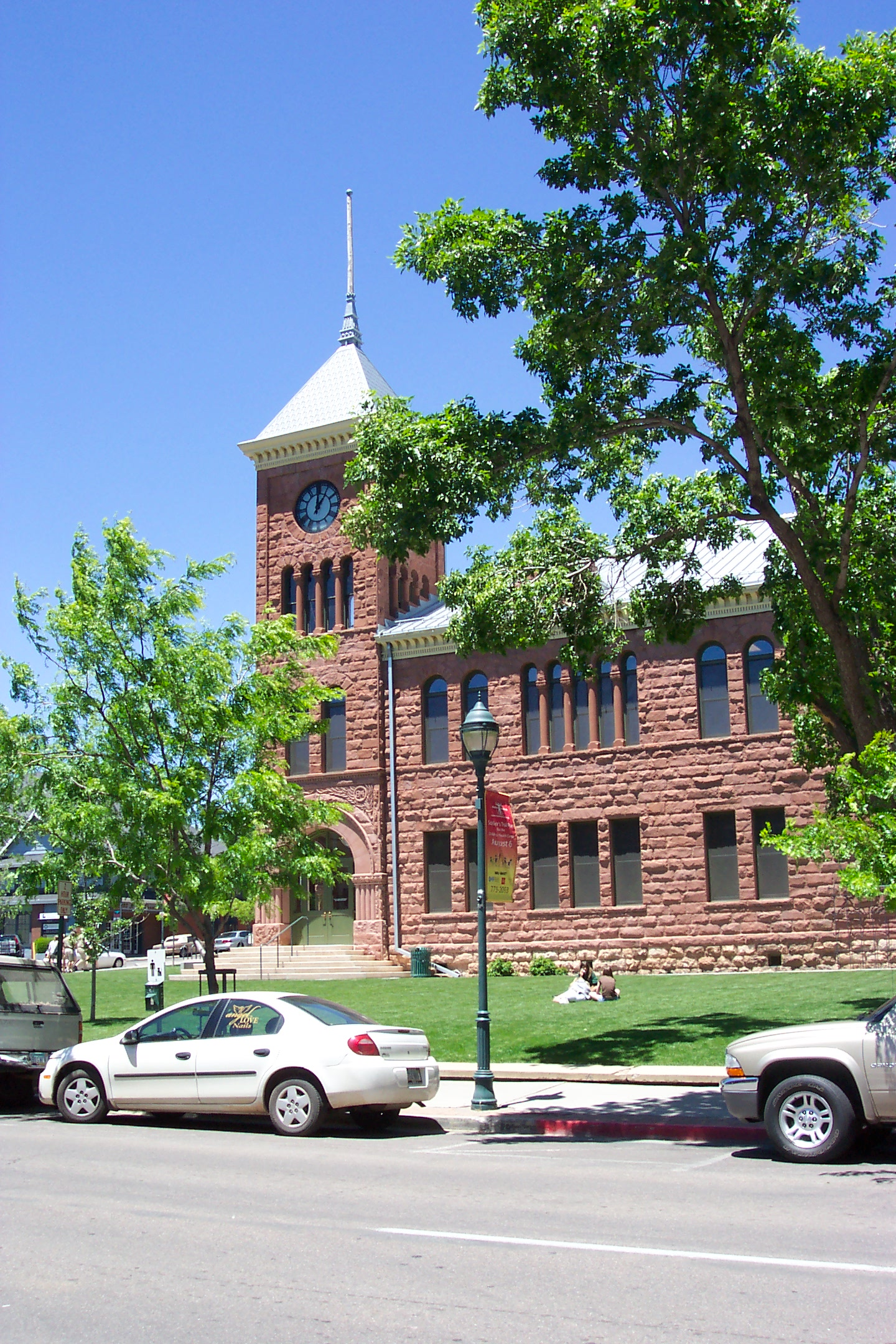
フラッグスタッフ

関連項目：en:List of cities in Arizona、en:List of cities in Arizona (by population)
アリゾナ州の最大都市であるフェニックス市は州都である。このフェニックス市の大都市圏は2020年国勢調査時点で総人口4,845,832人を抱えている。この都市圏には州第3の都市、かつ全米最大の郊外都市であるメサをはじめ、チャンドラー、ギルバート、グレンデール、ピオリア、スコッツデール、サプライズ、およびテンピの各市が含まれる。
ツーソンはフェニックス大都市圏の南東180キロメートルに位置する、アリゾナ州で2番目に大きな都市である。このツーソン市の大都市圏は2020年国勢調査時点で人口1,043,433人を数える。ここにはアリゾナ大学があり、テンピにあるアリゾナ州立大学と共に州内の有名校と考えられている。
下表に2020年国勢調査時点での市域人口上位20都市・町を列挙する。
| 順位 | 都市/町名          | 郡         | 人口（人） |
| ---- | ------------------ | ---------- | ---------- |
| 1    | フェニックス       | マリコパ郡 | 1,608,139  |
| 2    | ツーソン           | ピマ郡     | 542,629    |
| 3    | メサ               | マリコパ郡 | 504,258    |
| 4    | チャンドラー       | マリコパ郡 | 275,987    |
| 5    | ギルバート         | マリコパ郡 | 267,918    |
| 6    | グレンデール       | マリコパ郡 | 248,325    |
| 7    | スコッツデール     | マリコパ郡 | 241,361    |
| 8    | ピオリア           | マリコパ郡 | 190,985    |
| 9    | テンピ             | マリコパ郡 | 180,587    |
| 10   | サプライズ         | マリコパ郡 | 143,148    |
| 11   | ユマ               | ユマ郡     | 95,548     |
| 12   | グッドイヤー       | マリコパ郡 | 95,294     |
| 13   | バックアイ         | マリコパ郡 | 91,502     |
| 14   | エイボンデール     | マリコパ郡 | 89,334     |
| 15   | フラッグスタッフ   | ココニノ郡 | 76,831     |
| 16   | クィーンクリーク   | マリコパ郡 | 59,519     |
| 17   | マリコパ           | ピナル郡   | 58,125     |
| 18   | レイクハバスシティ | モハーベ郡 | 57,144     |
| 19   | カサグランデ       | ピナル郡   | 53,658     |
| 20   | マラナ             | ピマ郡     | 51,908     |

上記以外の主な都市・町としては以下が挙げられる。
- キングマン
- サンシティ
- シエラビスタ
- セドナ
- ノガレス
- プレスコット
- フローレンス

### アリゾナ州内の豊かな25都市
en:per capita incomeによる順位
| 順位 | 都市                              | 収入    | 順位                                | 都市                                | 収入                                |
| ---- | --------------------------------- | ------- | ----------------------------------- | ----------------------------------- | ----------------------------------- |
| 1    | Paradise Valley, Arizona          | $81,290 | 14                                  | セドナ (アリゾナ州)                 | $31,350                             |
| 2    | en:Carefree, Arizona              | $62,433 | 15                                  | Green Valley, Arizona               | $31,138                             |
| 3    | en:Rio Verde, Arizona             | $58,783 | 16                                  | オロバレー (アリゾナ州)             | $31,134                             |
| 4    | トゥバク                          | $46,643 | 17                                  | ウィリアムソン (アリゾナ州)         | $30,232                             |
| 5    | Catalina Foothills, Arizona       | $42,006 | 18                                  | ビックパーク (アリゾナ州)           | $30,026                             |
| 6    | スコッツデール (アリゾナ州)       | $39,158 | 19                                  | en:Queen Valley, Arizona            | $28,886                             |
| 7    | en:Cave Creek, Arizona            | $38,070 | 20                                  | en:Corona de Tucson, Arizona        | $28,304                             |
| 8    | en:Litchfield Park, Arizona       | $37,793 | 21                                  | en:Elgin, Arizona                   | $27,909                             |
| 9    | en:Tanque Verde, Arizona          | $36,467 | 22                                  | ソノイタ (アリゾナ州)               | $27,312                             |
| 10   | ゴールドキャンプ (アリゾナ州)     | $35,010 | 23                                  | サンシティ (アリゾナ州)             | $25,935                             |
| 11   | サンレイクス (アリゾナ州)         | $33,394 | 24                                  | ニューリバー (アリゾナ州)           | $25,932                             |
| 12   | ファウンテン・ヒルズ (アリゾナ州) | $32,230 | 25                                  | en:Tortolita, Arizona               | $25,550                             |
| 13   | サンシティウエスト (アリゾナ州)   | $32,049 | See complete list of Arizona places | See complete list of Arizona places | See complete list of Arizona places |

プレスコット市はフェニックス都市圏の北西約160キロメートルに位置している。標高約1,680メートルの松林がある場所にあり、フェニックスよりかなり涼しく、夏の最高気温でも27 ℃後半、冬の平均気温は10 ℃である。プレスコット都市圏には、プレスコット、セドナ、コットンウッド、キャンプヴェルデといった都市、多くの町がある。ヤヴァパイ郡の人口は約23万人であり、これらの町の集合で州内第3の都市圏を形成している。
ユマ市はアリゾナ州第4位の都市圏の中心である。カリフォルニア州との州境、およびメキシコとの国境近くに位置している。アメリカ合衆国の中でも最も暑い部類の都市であり、7月の平均最高気温は42 ℃である（デスヴァレーの7月の気温は46 ℃になる）。一年間の90%は日照がある日となっている。ユマ都市圏は人口約20万人である。冬には全国から観光客を集めている。
フラッグスタッフ市はアリゾナ州北部で最大の都市であり、標高は2,100メートルに近い。付近にはポンデローサ松の大きな森林があり、冬の雪や美しい山岳、砂漠がありふれたアリゾナ州の他地域とは著しい対照をなしている。州内では最も高度の高い山脈であるサンフランシスコ山脈の麓にあり、ハンフリーズ峰は標高3,850メートルと州内最高峰である。近郷にグランド・キャニオン国立公園、セドナ、およびオーククリーク・キャニオンといった多くの観光地があり、観光産業の占める位置が大きい。歴史的アメリカ国道66号線が東西に走る幹線道路である。北アリゾナ大学の主キャンパスがある。

## 教育

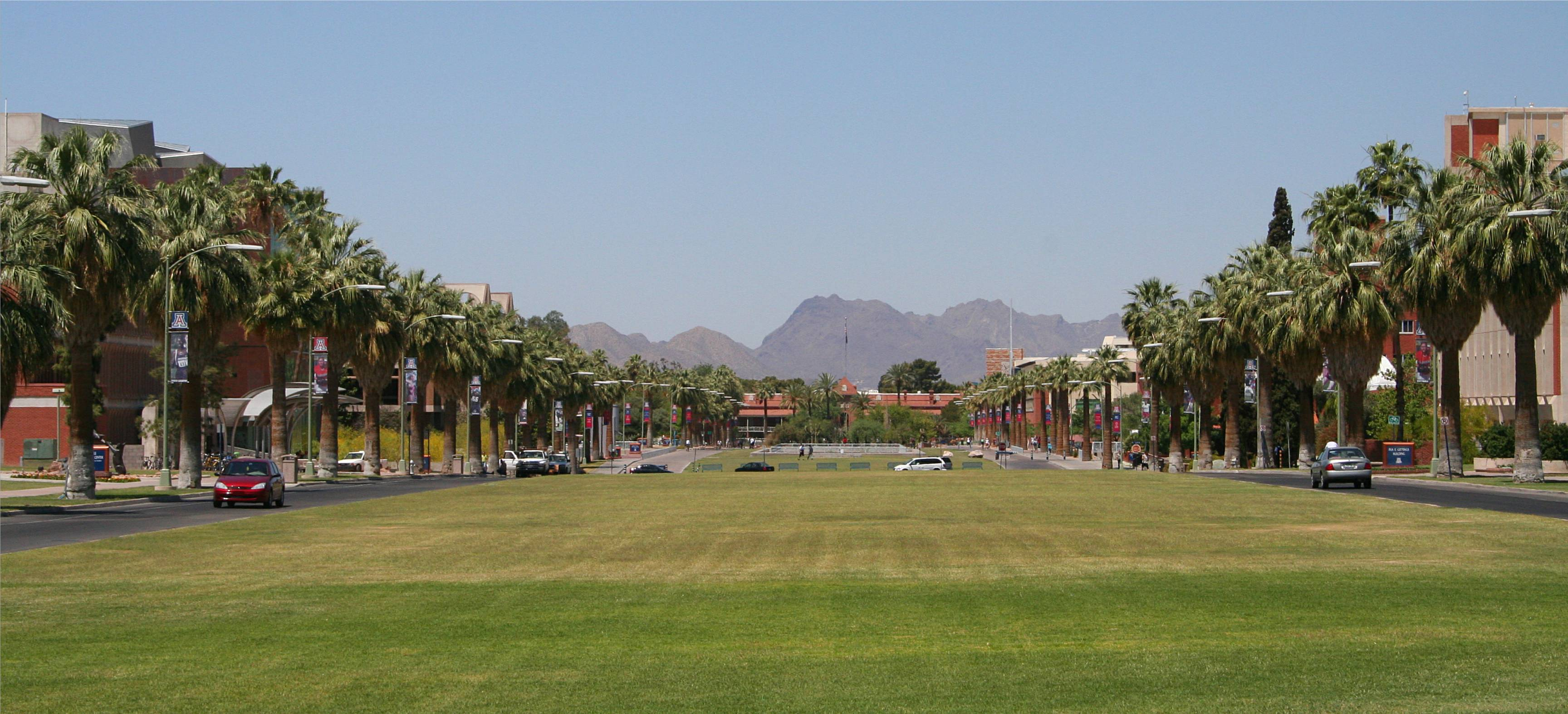
アリゾナ大学、ツーソン

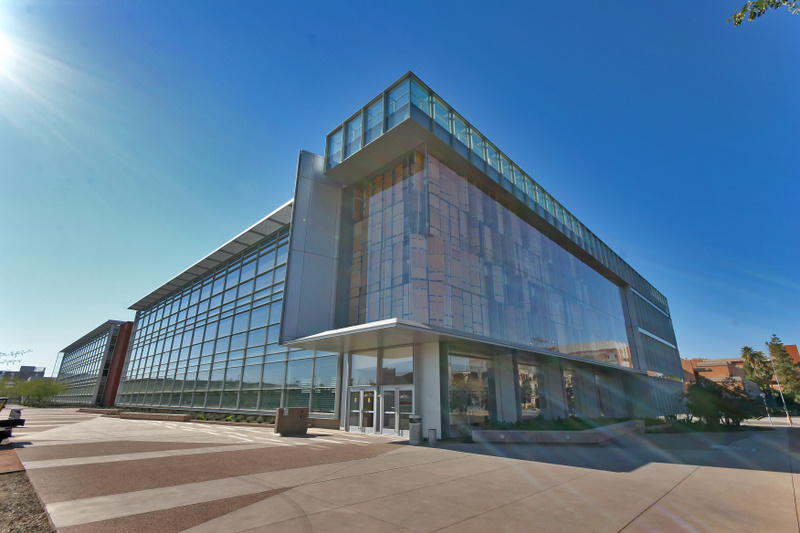
アリゾナ州立大学、テンピ

### 単科大学および総合大学

#### 州立大学
アリゾナ州には次の3州立大学があり、アリゾナ理事会が統括している。
- アリゾナ州立大学（メイン・キャンパス、フェニックス近郊テンピ）
- アリゾナ大学（ツーソン）
- 北アリゾナ大学（フラグスタッフ）

#### コミュニティカレッジ
二年制職業学校やコミュニティ・カレッジの幅広いネットワークもある。これらのカレッジは歴史的に州全体に跨る委員会が統括しているが、2002年に州議会がその管轄権の大半をコミュニティ・カレッジ地区に移した。マリコパ郡コミュニティ・カレッジ地区にはマリコパ郡にある11のコミュニティ・カレッジが含まれ、国内でも最大級のものになっている。
| - アリゾナ・ウェスタン・カレッジ - セントラル・アリゾナ・カレッジ - コチセ・カレッジ - ココニノ・コミュニティカレッジ - ディネ・カレッジ - イースタン・アリゾナ・カレッジ - チャンドラー・ギルバート・コミュニティカレッジ - エステリア・マウンテン・コミュニティカレッジ - ゲイトウェイ・コミュニティカレッジ - グレンデール・コミュニティカレッジ | - マリコパ郡コミュニティ・カレッジ地区 - メサ・コミュニティカレッジ - モハーヴェ・コミュニティカレッジ - ノースランド・パイオニア・カレッジ - パラダイスバレー・コミュニティカレッジ - フェニックス・カレッジ - ピマ・コミュニティカレッジ - リオサラド・コミュニティカレッジ - スコッツデール・コミュニティカレッジ - サウスマウンテン・コミュニティカレッジ - ヤヴァパイ・カレッジ |

#### 私立大学および専門学校
私立大学は大半が営利団体であり、複数箇所にキャンパスを置く期間が運営している。唯一伝統的（単一キャンパス、非営利、四年制）の私立大学はプレスコット・カレッジである。
| - アメリカン・インディアン・カレッジ - アポロ・カレッジ - アートセンター・カレッジ・オブ・デザイン - 芸術大学ツーソン校 - 芸術大学フェニックス校 - A.T.スティル大学 - ブラウン・マッキー・カレッジ - コリンズ・カレッジ、テンピ - エンブリー・リドル航空工学大学 - グランドキャニオン大学 - 国際バプテスト大学 - ラムソン・カレッジ | - ミッドウェスタン大学 - ノースセントラル大学 - オタワ大学 - フェニックス大学 - フェニックス法科学校 - プレスコット・カレッジ - サウスウェスト自然療法医学カレッジ - サウスウェスタン・カレッジ - サンダーバード国際経営大学院 - 先端印技術大学 - ウェスタン・ガバナーズ大学 - ウェスタン・インタナショナル大学 |

### 教育協会
- アリゾナ州音楽教育家協会

### 初等中等教育
アリゾナ州の公共教育は約200の各地教育学区に分かれている。教育学区は独立に運営されるが、多くの場合は選挙で選ばれる郡教育長が統括している。郡教育長はアリゾナ州教育委員会（アリゾナ州教育部の1機関）と州公共教育監督官（知事選挙の無い偶数年に選挙で選ばれる4年任期の役人）によって監督されている。2005年、教育学区再配置委員会が設立され、教育学区の結合と統合を目指している。

## スポーツ

### プロスポーツチーム
| チーム                         | スポーツ         | リーグ                       | 優勝回数 |
| ------------------------------ | ---------------- | ---------------------------- | -------- |
| アリゾナ・カーディナルス       | フットボール     | NFL                          | 2回      |
| アリゾナ・ダイヤモンドバックス | 野球             | MLB                          | 1回      |
| フェニックス・コヨーテズ       | アイスホッケー   | NHL                          | 0回      |
| アリゾナ・サンドッグズ         | アイスホッケー   | セントラル・ホッケーリーグ   | 1回      |
| フェニックス・マーキュリー     | バスケットボール | WNBA                         | 2回      |
| フェニックス・サンズ           | バスケットボール | NBA                          | 0回      |
| ユマ・スコーピオンズ           | 野球             | ゴールデンベースボールリーグ | 1回      |

#### 春季キャンプ

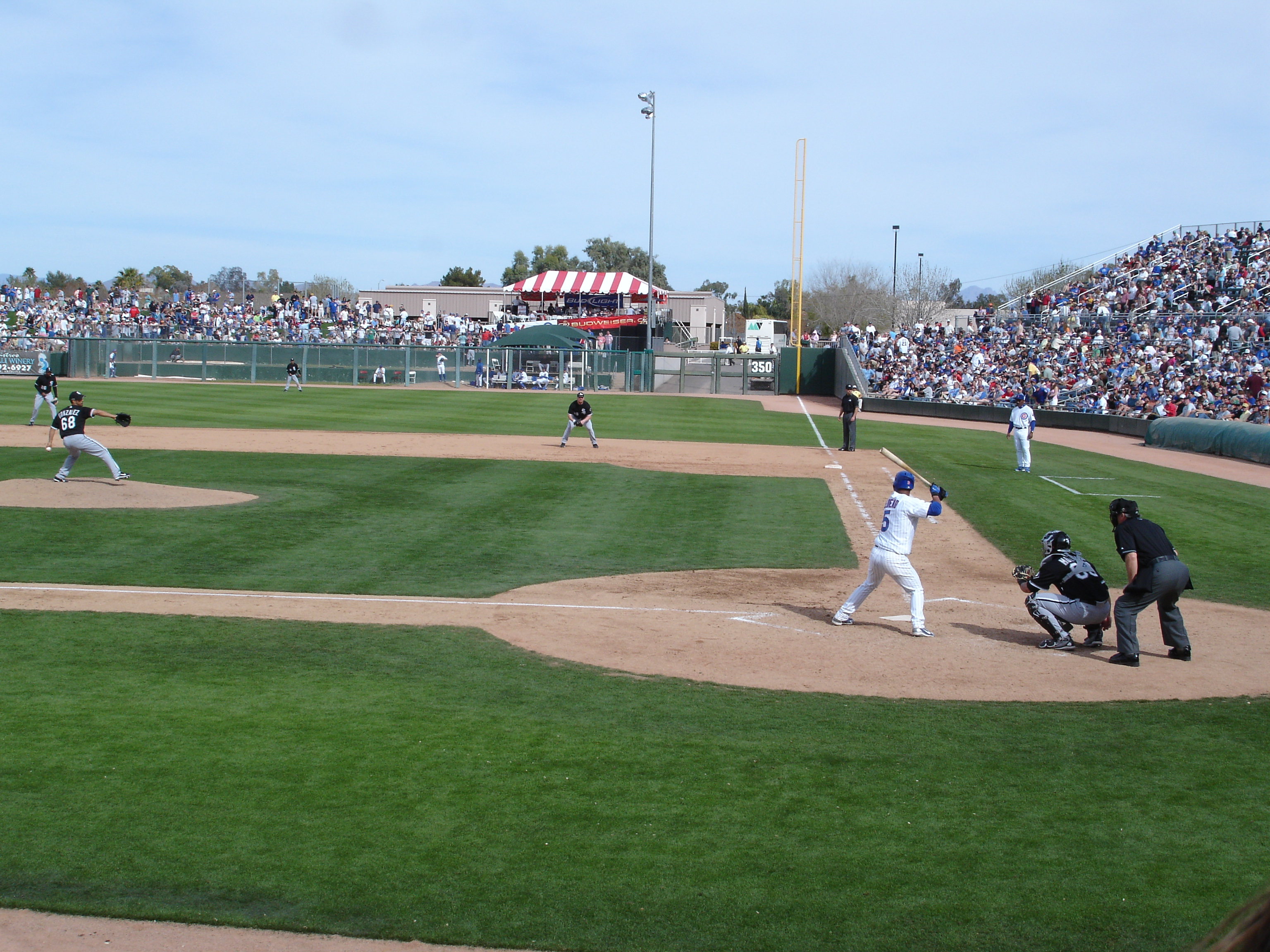
メサのホホカム・パークで行われている春季練習試合

アリゾナ州はメジャーリーグ野球春季キャンプに人気のある場所であり、カクタス・リーグというニックネームもある。もう一つ人気のある場所がフロリダ州であり、グレープフルーツ・リーグと呼ばれている。2009年にオープンしたグレンデール市の所有する春季キャンプ用施設はフェニックス市内にあり、ロサンゼルス・ドジャースが使用するようになった。これでアリゾナ州で春季キャンプを行うチームは15になった。春季キャンプを最初にアリゾナ州で行ったのは1947年（クリーブランド・ガーディアンズとサンディエゴ・パドレス）であり、伝統になってきた。
| チーム                         | 場所                                                       |
| ------------------------------ | ---------------------------------------------------------- |
| アリゾナ・ダイヤモンドバックス | ソルト・リバー・フィールズ・アット・トーキング・スティック |
| シカゴ・カブス                 | ホホカム・スタジアム                                       |
| シカゴ・ホワイトソックス       | キャメルバック・ランチ                                     |
| シンシナティ・レッズ           | グッドイヤー・ボールパーク                                 |
| クリーブランド・ガーディアンズ | グッドイヤー・ボールパーク                                 |
| コロラド・ロッキーズ           | ソルト・リバー・フィールズ・アット・トーキング・スティック |
| カンザスシティ・ロイヤルズ     | サプライズ・スタジアム                                     |
| ロサンゼルス・エンゼルス       | テンペ・ディアブロ・スタジアム                             |
| ロサンゼルス・ドジャース       | キャメルバック・ランチ                                     |
| ミルウォーキー・ブルワーズ     | メリーベール・ベースボールパーク                           |
| オークランド・アスレチックス   | フェニックス・ミュニシパル・スタジアム                     |
| サンディエゴ・パドレス         | ピオリア・スポーツ・コンプレックス                         |
| サンフランシスコ・ジャイアンツ | スコッツデール・スタジアム                                 |
| シアトル・マリナーズ           | ピオリア・スポーツ・コンプレックス                         |
| テキサス・レンジャーズ         | サプライズ・スタジアム                                     |

他に、日本のプロ野球チーム、北海道日本ハムファイターズが2016年から2年間ピオリアのピオリア・スポーツ・コンプレックス、2018年から2年間スコッツデールのソルトリバー・フィールズで春季キャンプを行っていた。かつてはヤクルトスワローズもユマにて春季キャンプを行っていた（1978 - 1999年）。
春季キャンプ以外にもアリゾナ秋季リーグとアリゾナ冬季リーグが開催されている。秋季リーグは1992年に始まり、マイナーリーグの選手がその技術を上げ、メジャーやマイナーのスカウトやチーム役員の前で、試合形式でその実力を見せる機会を与えるよう企画されている。マイケル・ジョーダンがスコッツデール・スコーピオンズで野球を始めた時には脚光を浴びた。冬季リーグは2007年に始まり、独立系ゴールデンベースボールリーグの4チームが争うリーグになっている。試合はユマのデザートサン・スタジアムで行われるが、カリフォルニア州で2チームが加わり、2008年のシーズンではソノラ州のチームも加わった。

### その他のスポーツ
アリゾナ州には多くのゴルフ場があるのでPGAツアーも幾つか開催されており、その中でもTPCスコッツデールで開催されるフェニックス・オープンやマラナのリッツ・カールトン・ゴルフ・クラブで開催されるアクセンチュア・マッチプレー選手権が著名である。
3つの州立大学や幾つかのコミュニティ・カレッジがあることで、カレッジスポーツも盛んである。アリゾナ州立大学とアリゾナ大学の激しい対校戦はアリゾナが州に昇格したときに遡り、NCAAの中でも最古のものである。テリトリアル・カップは1889年に授けられたのが最初であり、国内カレッジ・フットボールでは最古のトロフィーと認定されている。現在でも両大学が毎年行っている「砂漠の決闘」で勝者に与えられている。ボウル・チャンピオンシップ・シリーズの試合も幾つか開催されている。当初サンデビル・スタジアムで開催されていたフィエスタボウルは現在、グレンデールのフェニックス大学スタジアムで開催されている。このスタジアムでは2007年にBCSチャンピオンシップ・ゲームが、また2008年2月3日には第42回スーパーボウルが開催された。サンデビル・スタジアムではインサイト・ボウルも開催されている。

## 芸術と文化

### 美術と博物館
フェニックス市の歴史あるセントラル・アベニュー・コリダーにあるフェニックス美術館はアメリカ合衆国南西部では最大の世界の美術品を集めている。アメリカ大陸、アジア大陸、ヨーロッパ大陸、ラテンアメリカの近代現代作品およびファッションデザインを18,000点以上収集しており、その展示と国際的な展示会を開催している。1951年以来、地域社会教育の委託を受け、一年中フェスティバル、実演、独立系映画、教育プログラムを開催している。こどものために対話型スペース"PhxArtKids"、創造的写真センターとの共同で写真展示、屋外彫刻展示、およびアーカディア農場での食事も提供している。
アリゾナ州はインディアン芸術の中心としても認められており、古き時代から当代までの作品を集めた多くのギャラリーがある。やはりフェニックスにあるハード博物館はインディアン芸術の主要な美術館となっている。特徴ある展示品としてはナヴァホ族のホーガン（住居）、マリーン・アレン・ニコルズの当代宝石コレクション260点、バリー・ゴールドウォータによるホピ・カチナ人形コレクション437点、19世紀のインディアンを対象にした寄宿生学校の展示がある。この博物館には年間25万人が訪れている。
セドナ、ジェロームおよびトゥバクは新進芸術家の育つ場所として知られ、大都市や州立大学の近くでは小さなアートシーンが存在している。

### 映画
アリゾナ州で撮影されたハリウッド映画として、明日の壁をぶち破れ、Uターン、Waiting to Exhale、Just One of the Guys、キャント・バイ・ミー・ラブ、Bill & Ted's Excellent Adventure、スコーピオン・キング、The Banger Sisters、ユーズド・カーおよび赤ちゃん泥棒がある。1993年のSF映画Fire in the Skyは実際にアリゾナ州スノーフレイクの町で起こったとされる宇宙人による誘拐に基づいたものだが、撮影はオレゴン州で行われた。
1977年のクリント・イーストウッド主演・監督作品ガントレットのクライマックスはフェニックスを舞台にしている。1984年の映画スターマン/愛・宇宙はるかにはウィンスロー郊外のメテオ・クレーターを舞台にしている。ジェフ・フォックスワーシーの喜劇ドキュメント映画Blue Collar Comedy Tourは、ほとんど全部がフェニックスのドッジシアターで撮影された。1960年のアルフレッド・ヒッチコック監督作品サイコはフェニックスで撮影されただけでなく、主人公もそこの出身である。
アリゾナ州で撮影されたあるいは舞台にしたテレビ番組としては、The New Dick Van Dyke Show、ミディアム 霊能者アリソン・デュボア、Alice、The First 48、Insomniac with Dave Attell、全米警察24時 コップスおよびAmerica's Most Wantedがある。1974年の映画アリスの恋は、エレン・バースティンがアカデミー主演女優賞を受賞したものだが、クリス・クリストファーソンも出演しており、ツーソンを舞台にしている。テレビ番組のアリスはこの映画を元にしたものだったが、フェニックスが舞台だった。2008年の映画トワイライト〜初恋〜はその初めと終わりのシーンがフェニックスで撮影された。

### 音楽
アリゾナ州は多くのカントリー・アンド・ウェスタンの歌詞に登場している。例えばジェーミー・オニールのヒット曲"There Is No Arizona"がある。ジョージ・ストレイトの"Oceanfront Property"では、騙されやすい者の隠喩として"ocean front property in Arizona"（アリゾナ州は太洋に面していない）と歌っている。バンド、トゥールの歌にある"see you down in Arizona Bay"という歌詞はロサンゼルスがいつの日か太洋の中に沈む可能性に言及するものである。
「アリゾナ」はマーク・リンゼーが録音したポピュラーソングの題名である。また、ジャクソン・ブラウンとグレン・フライが制作し、バンド、イーグルスが演奏したテイク・イット・イージーにもアリゾナが言及されている。その歌は次のような歌詞である。
| Well, I'm a standin' on a corner in Winslow, Arizona, and such a fine sight to see It's a girl, my Lord, in a flatbed Ford, slowin' down to take a look at me | アリゾナ州ウィンスローの街角に立っていると とてもいい眺めだ おやおや、平床のフォードで 私を見ようと減速するのは少女だ |

アリゾナの新進音楽シーンは新興のバンドや著名なアーティストに助けられている。ジン・ブロッサムズ、クロニック・フューチャー、ロジャー・クライン・アンド・ザ・ピースメーカーズ、ジミー・イート・ワールドがアリゾナでその経歴を始めた。またパンク・ロックのバンドでは、JFA、フィーダーズ、サン・シティ・ガールズ、ミート・パペッツ、さらに最近ではオーソリティ・ゼロがアリゾナで活動を始めた。またエモのジャンルでは、ブレスザフォール、スケアリー・キッズ・スケアリング・キッズ、ザ・メイン、アイズ・セット・トゥ・キル、ザ・ブレッド、グリーンリー・エステイツ、スティレット・フォーマルがいる。しかし、ザ・フォーマットやファイン・チャイナのようなアーティストによるインディー・ロックのシーンもある。
音楽家も多く、歌手、ソングライターおよびギタリストのミシェル・ブランチはセドナ出身である。バンド、リンキン・パークのリードボーカル、チェスター・ベニントン、ソーシャル・ディストーションの元メンバーでドラマーのボブ・スタブスはアリゾナ州に住んでおり、マッシュアップのアーティスト、DJ Z-Tripはフェニックスの出身である。アリゾナで悪名高いミュージシャンと言えば、ショック・ロックのアリス・クーパーであり、このジャンルの定義づけに貢献した。トゥール、ア・パーフェクト・サークルおよびプシファーのリードボーカルであるメイナード・ジェームス・キーナンはジェロームの町を現在の故郷と呼んでいる。その他著名な歌手としては、カントリーのマーティ・ロビンス、フォークのカティ・リー、フリートウッド・マックのスティーヴィー・ニックス、セセ・ペニストン、レックス・アレン、2007年アメリカン・アイドル勝者のジョーダン・スパークスおよびリンダ・ロンシュタットがいる。
フェニックス周辺を中心としてヘヴィメタルのシーンでも知られている。バンドとしては、ジョブ・フォー・ア・カウボーイ、ナイツ・オブ・ジ・アビス、アイズ・セット・トゥ・キル、ブレスザフォールおよびアビゲイル・ウィリアムズがいる。バンドのソウルフライはフェニックスを故郷と言っており、メガデスは約10年間フェニックスに住んでいる。

### アリゾナ州出身の有名人
- スティーヴィー・ニックス - シンガーソングライター、フリートウッド・マックのメンバー
- リチャード・ペイジ（1953年生まれ） – ロック・グループ「ミスター・ミスター」のメンバー
- シーシー・ペニストン（1969年生まれ） – 歌手
- リンダ・ロンシュタット（1946年生まれ） – ポップ歌手
- ボブ・シェーン（1934–2020）–歌手、キングストン・トリオの創設メンバー
- ジョーダン・スパークス（1989年生まれ） – ポップ歌手、アメリカンアイドル・シーズン6優勝者
- クリス・スクワイア（1948年 - 2015年） - プログレッシブ・ロック・グループ「イエス」のベーシスト
- タニヤ・タッカー（1958年生まれ） – カントリー歌手
- ミシェル・ブランチ - 歌手
- チェスター・ベニントン（リンキン・パーク） - 歌手
- マーティ・ロビンス - カントリー・ミュージックの歌手
- リンダ・カーター – 女優
- バーバラ・イーデン - 女優
- マイケル・ビーン - 俳優
- ジョージ・アリアス - プロ野球選手
- ブロック・パーディ - アメリカンフットボール選手
- ライアン・フィッツパトリック - アメリカンフットボール選手
- ジャック・ウィリアムスン - 小説家
- ジョアン・クーニー - セサミ・ストリートのプロデューサー
- ケビン・ナッシュ - プロレスラー
- サンドラ・デイ・オコナー - 女性初のアメリカ合衆国最高裁判所判事
- ウィリアム・レンキスト - アメリカ合衆国最高裁判所主席判事、フェニックスで弁護士をしていた。
- ジョン・マケイン - 2000年と2008年のアメリカ合衆国大統領選挙候補者、アリゾナ州選出アメリカ合衆国上院議員、共和党主流派
- バリー・ゴールドウォーター - 右派政治家。1964年のアメリカ合衆国大統領選挙候補者、アリゾナ州選出アメリカ合衆国上院議員、共和党反主流派
- ジャネット・ナポリターノ - アリゾナ州知事、オバマ政権のアメリカ合衆国国土安全保障長官
- ゼイン・グレイ - 著作家
- スティーヴン・スピルバーグ - 映画監督
- デヴィッド・スペード - 俳優

### 州の象徴など

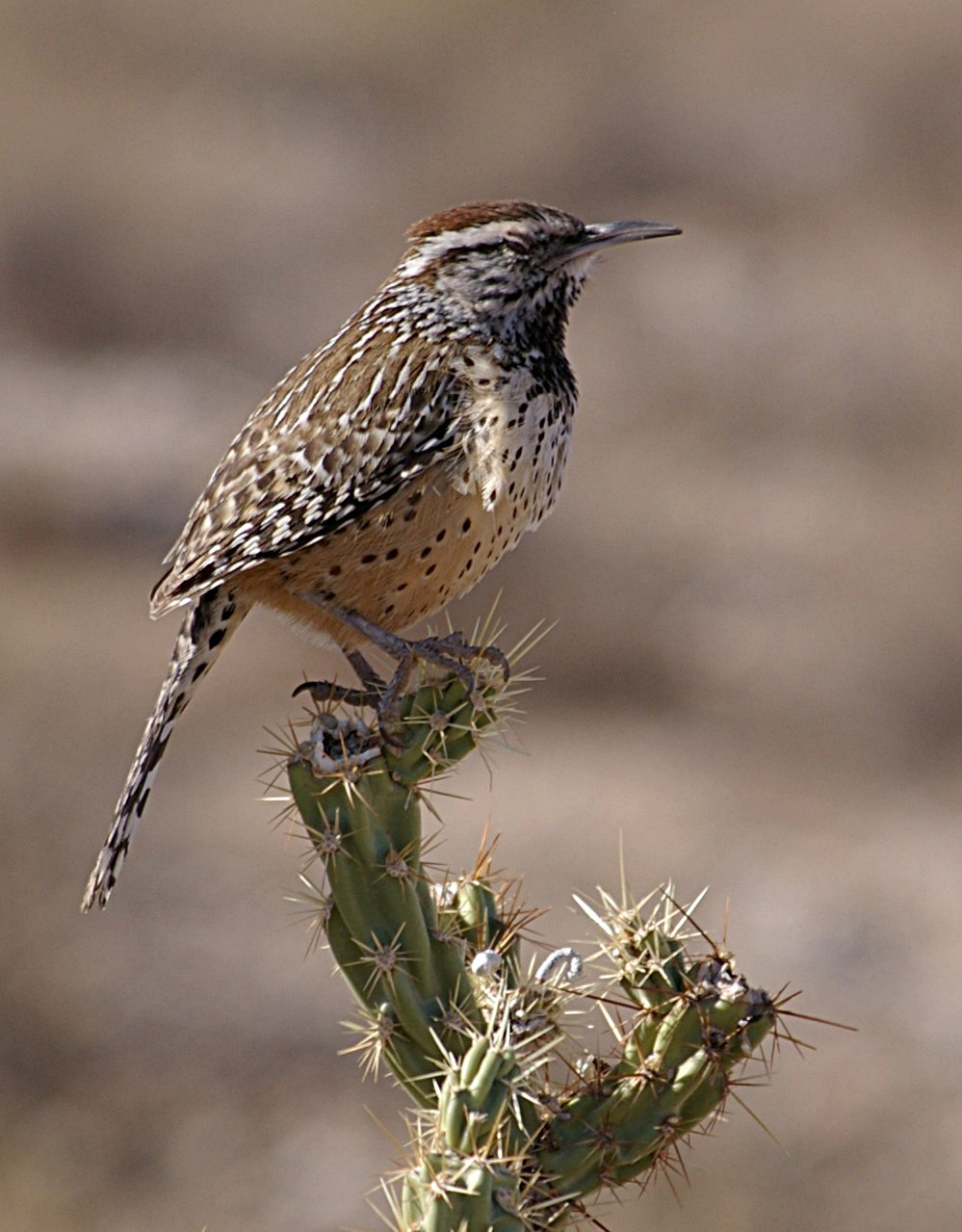
サボテンミソサザイ

- 州の両生類:アリゾナ・ツリーフロッグ (Arizona treefrog) (Hyla eximia)
- 州の鳥:サボテンミソサザイ (Campylorhynchus brunneicapillus)
- 州の蝶:トゥーテイルド・スワローテイル(Two-tailed swallowtail) (Papilio multicaudata)
- 州の色:フェデラルブルー(federal blue)とオールドゴールド(Old gold)
- 州の魚:アリゾナ・マス(Apache trout) (Oncorhynchus gilae apache)
- 州の旗:アリゾナ州の旗
- 州の花:サワロの花(Saguaro) (Carnegiea gigantea)
- 州の化石:珪化木
- 州の宝石:トルコ石
- 州の哺乳類:カコミスル (Bassariscus astutus)
- 州のモットー:Ditat Deus (ラテン語、神は富ませたもう)
- 州のネクタイ:ポーラー・タイ
- 州の爬虫類:アリゾナ・リッジノーズ・ガラガラヘビ(Arizona ridge-nosed rattlesnake) (Crotalus willardi)
- 州章:州章
- 州のスローガン:グランド・キャニオンの州
- 州の歌:"アリゾナ行進曲" （マーガレット・ロー・クリフォード制作）と"アリゾナ" (レックス・アレン・ジュニア制作)[48]
- 州の木:ブルー・パロベルデ(palo verde) (Parkinsonia florida)
- 州の拳銃:コルト・シングル・アクション・アーミー